# Hezbollah
A Hezbollah ([ˌhɛzbəˈlɑː]; arabul: حزب الله – Ḥizbu'llāh, Isten Pártja) libanoni székhelyű, síita iszlamista politikai és katonai-ellenállási  szervezet, amely szociális jóléti és hitoktatási szolgáltatásokat is nyújt. 
A félkatonai szárnya az ún. Dzsihád Tanács. A Dzsihád Tanács (Jihad Council) politikai szárnya a „Lojalitás az Ellenállási Koalícióhoz” párt a libanoni parlamentben. 
Az arab világ népei között gyakran ellenállási mozgalomként tekintenek a Hezbollahra.
Az Arab Liga hivatalos képviselői, az Amerikai Egyesült Államok, Franciaország, Ausztrália,[15] Kanada,[16] Hollandia és Izrael a csoportot terrorista szervezetnek tekintik.[17] Az Európai Unió, az Egyesült Királyság, Új-Zéland kizárják a szervezet katonai szárnyát és a politikai oldalt erről leválasztva, külön kezelik.[18] Oroszország törvényes szociopolitikai szervezetként tartja nyilván.[19] Kína semleges nézőpontot képvisel.[20
A Hezbollahot az 1980-as évek elején alapították azon iráni erőfeszítések részeként, amelyek célja a militáns libanoni síita csoportok egyesítése volt egy egységes szervezetbe. A Hezbollahot a muzulmán imámok alapították és Irán finanszírozta elsősorban Izrael terrorizálására. Vezetői Khomeini ajatollah követői voltak, és erőit egy 1500 fős Forradalmi Gárda kontingens képezte ki és szervezte meg, akik Iránból érkeztek a szír kormány engedélyével, amely akkoriban megszállva tartotta Libanont. A Hezbollah 1985-ös nyilatkozata úgy határozta meg a céljait, hogy „az amerikaiak, a franciák és szövetségeseik vonuljanak ki Libanonból, és vessenek véget minden gyarmatosító tevékenységnek a földünkön", a falangisták[1]-at idézzék az »igazságszolgáltatás hatalma« elé, és állítsák őket bíróság elé a muszlimok és keresztények ellen elkövetett bűncselekményeik miatt, lehetővé téve »népünk minden fia számára«, hogy kiválassza a kívánt kormányzati formát, miközben felszólította őket, hogy válasszák az iszlám kormányt.”
A Hezbollah gerillaháborút folytatott Dél-Libanonban, ennek eredményeképpen Izrael 2000. május 24-én kivonult Libanonból, a Dél-Libanoni Haderő (SLA, South Lebanon Army)[2] összeomlott. A Hezbollah önkénteseket szervezett, akik a bosnyák háború alatt a boszniai oldalon harcoltak. A Hezbollah katonai ereje annyira jelentősen megnőtt, hogy félkatonai szárnyát erősebbnek tekintik, mint a libanoni hadsereget. A Hezbollahot „államon belül államnak” nevezték, és olyan szervezetté nőtte ki magát, amely székhelye a libanoni kormányban van, rendelkezik saját rádióval és műholdas TV-állomással, képes szociális szolgáltatások nyújtására és katonái alkalmazására/intervencióra Libanon határain túl is. A Hezbollah a libanoni „március 8-i szövetség” része, szemben a „március 14-i szövetséggel”. A Hezbollah továbbra is erőteljesen támogatja a libanoni síitákat, míg a szunniták nem értettek egyet a csoport politikájával. A Hezbollah támogatásra talál Libanon egyes keresztény területein is. A Hezbollah katonai kiképzést, fegyvereket és pénzügyi támogatást kap Irántól, valamint politikai támogatást Szíriától. A Hezbollah és Izrael harcoltak egymással a 2006-os libanoni háborúban.
A 2006–2008-as libanoni tiltakozások és összecsapások után 2008-ban nemzeti egységkormány alakult, amelyben a Hezbollah és ellenzéki szövetségesei tizenhárom – harminc kabinethelyet kaptak, ami elegendő ahhoz, hogy vétójogot biztosítson számukra. 2008 augusztusában a libanoni új kabinet egyhangúlag elfogadta annak a politikai nyilatkozatnak a tervezetét, amely elismerte Hezbollah fegyveres szervezetként való létezését, és garantálja a megszállt területek felszabadításának vagy visszaszerzésének jogát (például a Shebaa gazdaságok). 2012 óta Hezbollah segített a szír kormánynak a polgárháború során az ellenzék elleni küzdelemben, amelyet Hezbollah cionista cselekménynek és „vahhabita-cionista összeesküvésnek” nevezett arra, hogy elpusztítsák az Asszad-rezsim Izrael elleni szövetségét. A Hezbollah bevetette milíciáját Szíriában és Irakban harcolni, vagy kiképezni a helyi erőket az Iszlám Állam (ISIL) elleni harcra. A Hezbollah-ot az arab világ nagy részében ellenállási mozgalomnak tekintették, de az imázst, amelyre a csoport legitimitása is támaszkodott, súlyosan megsértette a szíriai polgárháborúba való beavatkozása.
Abbász al-Múszavi 1992-es meggyilkolását követően Haszan Naszr Alláh vette át a szervezet vezetését. Mindkettővel az izraeli légierő végzett.

## Története

### Alapítása
Az 1982-es invázió után Izrael elfoglalta a dél-libanoni határsávot, amelyet a dél-libanoni haderő (SLA) irányított, egy, az Izrael által támogatott milícia. A Hezbollah-ot a muzulmán imámok alapították és Irán támogatta elsősorban az izraeli megszállás ellen. Vezetői Khomeini ajatollah követői voltak, és erőit egy 1500 fős Forradalmi Gárda kontingens képezte és szervezte meg, akik Iránból érkeztek a szír kormány beleegyezésével, amely akkoriban megszállta Libanont.
A szakértők nem képviselnek egységes álláspontot abban a kérdésben, hogy mikor alakult a Hezbollah különálló szervezetté. Különböző források a csoport hivatalos megalakulását már 1982-re teszik, míg Diaz és Newman azt állítják, hogy a Hezbollah 1985-ig egészen az erőszakos síita-szélsőségesek egyesülése volt csak. Egy másik változat szerint Sheikh Ragheb Harb, az Izrael által 1984-ben meggyilkolt déli síita ellenállás vezetőjének támogatói alakították ki. Függetlenül attól, hogy a nevét hivatalosan is használták, számos síita csoport csak lassanként asszimilálódott a szervezetbe, például az Iszlám Dzsihád, a „Földön elnyomottak szervezete” és a „Forradalmi Igazság Szervezete”. Ezeket a szervezeteket az Amerikai Egyesült Államok, Izrael és Kanada a Hezbollah szinonimájának tekinti.

### Az 1980-as évek
A Hezbollah Dél-Libanonban alakult ki a síita milíciák konszolidációja során, mint a régebbi Amal Mozgalom riválisa. A Hezbollah jelentős szerepet játszott a libanoni polgárháborúban, az amerikai erőkkel szemben 1982–83-ban, valamint Amal és Szíria ellen az 1985–88 közötti háborúban. A Hezbollah első célja a dél-libanoni izraeli megszállás megszüntetése volt, ami Izrael 1982-es invázióját és Bejrút ostromát követte. Amal, a legerősebb libanoni síita politikai csoport gerillaharcot kezdeményezett. 2006-ban, Izrael volt miniszterelnöke, Ehud Barak kijelentette: "Amikor beléptünk Libanonba... nem volt Hezbollah. Illatos rizzsel és virágokkal fogadták őket a dél-shiíták. A jelenlétünk teremtette meg a Hezbollah-ot".
A Hezbollah aszimmetrikus háborút folytatott öngyilkos támadásokkal az Izrael Védelmi Erők (IDF) és Libanonon kívüli izraeli célok ellen. A Hezbollah az első iszlám ellenállási csoportok közé tartozik a Közel-Keleten, amely az öngyilkos robbantások, merényletek és a külföldi katonák elrablásának taktikáját használták, valamint gyilkosságokat és repülőgép-eltérítéseket. A Hezbollah hagyományos katonai harcmodort és fegyvereket is alkalmazott, nevezetesen a sorozatvető-rakétákat és egyéb (házilagosan készített) rakétákat is. Az 1990-es libanoni polgárháború végén, annak ellenére, hogy a Taif-megállapodás megkövetelte az összes libanoni és nem libanoni milícia feloszlatását, Szíria, amely akkoriban Libanont irányította, megengedte, hogy a Hezbollah fenntartsa fegyveres arzenálját és ellenőrizze a síita területeket az izraeli határon.

### Az 1990-es évek
Az 1990-es években Hezbollah forradalmi szervezetből politikai szervezetté alakult át, egy folyamatban, amelyet a Hezbollah „libanonizáció”-jának neveznek. Az 1980-as évek kompromisszumok nélküli forradalmi álláspontjával ellentétben a Hezbollah már rugalmasan állt a libanoni államhoz.
1992-ben a Hezbollah úgy döntött, hogy részt vesz a választásokon, és Ali Hámenei, Irán legfelsőbb vezetője jóvá is hagyta azt. Subhi al-Tufayli, a Hezbollah volt főtitkára megtámadta ezt a határozatot, amely a szakadáshoz vezetett a Hezbollah-ban. A Hezbollah megszerezte mind a tizenkét helyet, amelyek szerepeltek a választási listáján. Az év végén Hezbollah párbeszédet kezdett a libanoni keresztényekkel. Hezbollah a kulturális, politikai és vallási szabadságot Libanonban alapvető jognak tekinti, bár nem terjeszti ki ezeket az értékeket az Izraellel együttműködő szervezetekre.
1997-ben a Hezbollah megalakította az izraeli megszállás elleni küzdelemben részt vevő, több vallású libanoni dandárokat az Izrael elleni ellenállás újjáélesztése céljából, ezzel jelölve az ellenállás "libanonizációját".

### 21. század
2023. október 8-án a Hezbollah irányított rakétákat és tüzérségi lövedékeket lőtt ki Izraelre a kirobbant Izrael–Hamász háború során. Izrael dróncsapásokkal és tüzérségi tüzekkel válaszolt a Hezbollah állásaira a Golán-fennsíkon és a libanoni határ közelében. A támadások azután történtek, hogy a Hezbollah támogatását fejezte ki és dicsérte a Hamász Izrael elleni támadását.
2024 szeptemberében Izrael több ezer kézi személyhívót (csipogó) és több száz, a Hezbollah által használt kézi adó-vevőt (walkie-talkie) robbantott fel egyidejűleg, ezzel  rengeteg áldozatot és sérültet okozva a szervezetnek. 
2024 szeptembere során az izraeli légierő precíziós bombázásokkal a szervezet vezetőjét, Haszan Naszr Alláht és több más alvezetőjét, a lehetséges utódját is likvidálta. A muszlim világban tiltakozások törtek ki, Izrael és az Egyesült Államok elleni szlogeneket skandálva. A nyugati világban is szolidaritási tiltakozásokat tartottak és Izrael ellen tüntettek, Netánjáhút gyilkosnak tartva, népirtásnak minősítve a gázai és libanoni helyzetet.

## Az Iszlám Dzsihád Szervezete (IJO)
Még vitatott, hogy az Iszlám Dzsihád Szervezete (IJO) a Hezbollah által használt „háborús elnevezés[3]” volt-e vagy egy különálló szervezet. Bizonyos források szerint az IJO-t pusztán fedőnév volt, amelyet az érintettek használtak a valódi identitásuk álcázására. A Hezbollah állítólag egy másik nevet, az „iszlám ellenállás”-t (al-Muqawama al-Islamiyya) is használta az Izrael elleni támadásokhoz.
Egy 2003. évi amerikai bírósági határozat megállapította, hogy az IJO-t használja a Hezbollah Libanonban, a Közel-Kelet és Európa egyes részein az elkövetett támadásaihoz. Az Amerikai Egyesült Államok, Izrael és Kanada az „Iszlám Dzsihád Szervezete”, „a Földön Elnyomottak Szervezete” és a „Forradalmi Igazság Szervezete” elnevezéseket egyszerűen csak a Hezbollah fedőneveinek tekinti.

## A Hezbollah ideológiája
Az 1980-as években a Hezbollah ideológiája radikális volt, amelyet az 1985. évi nyilatkozatukban mutattak be. Az első cél az amerikai és izraeli imperializmus, a megszállt Dél-Libanon és az összes többi megszállt terület felszabadítása volt. A második cél az összes muszlim összegyűjtése az „ummah[4]”-ba; így Libanon folytatná az 1979. évi iráni forradalmat. Azt is kijelentették, hogy megvédik az összes libanoni közösséget, kivéve azokat, amelyek együttműködtek Izraellel, és támogatják az összes nemzeti mozgalmat – legyen az muszlim vagy nem az – az egész világon. Ezt az ideológiát azonban látszólag megváltoztatták, és a Hezbollah ma egy olyan politikai szervezet, amely propagandájának középpontjában a társadalmi igazságtalanságok megszüntetése áll.
A Hezbollah ideológiáját az alábbiakban foglalhatjuk össze: – síita radikalizmus;
– Hezbollah követi az iszlám síita ideológiát, amelyet Ruhollah Khomeini ajatollah, iráni vezető írt le. A Hezbollah alapjában Khomeini ajatollah követői segítségével alakult meg az 1980-as évek elején az iszlám forradalom terjesztése érdekében és az iszlám shiíta ideológia („Valiyat al-faqih”, vagy az iszlám bírák gyámsága) különféle változatát követi. Ruhollah Khomeini ajatollah, az iráni "Iszlám Forradalom" vezetője.
Noha a Hezbollah eredetileg Libanon formális „Faqihi Iszlám Köztársaság”-gá történő átalakítását tűzte ki célul, ezt a célt elhagyták a befogadóbb megközelítés érdekében.
Az 1985-ös nyilatkozat
1985. február 16-án Sheik Ibrahim al-Amin kiadta a Hezbollah alapító nyilatkozatát. A Hezbollah eredeti, 1985. évi manifesztuma az alábbi fontos megállapításokat tartlamazza:
„Mi vagyunk az umma (muszlim közösség) fiai. ... Egy umma vagyunk, akik az egész világ muzulmánjaihoz kötődnek az iszlám szilárd doktrínális és vallási kapcsolatán keresztül, akinek üzenetét Allah a próféták pecsétjének, azaz Mohamed prófétán keresztül akarta teljesíteni. ... Ami a kultúránkat illeti, az a Szent Koránon, a szunnán és a faqih jogi döntésein alapszik, amelyeket mi követendő forrásoknak tekintünk ...
Az Izraelhez és a cionizmusra vonatkozó hozzáállás, nyilatkozatok és cselekmények
A Hezbollah elsődleges célja a kezdetektől napjainkig – Izrael állam megszüntetése. A Hezbollah 1985. évi arab nyelvű nyilatkozatának egyes fordításai kijelentik, hogy "küzdelemünk csak akkor ér véget, ha ez a létező [Izrael] megszűnik". A Hezbollah fő képviselõje, Naim Qassem szerint az Izrael elleni küzdelem a Hezbollah alapvető hitvallása és a Hezbollah létezésének alapvető indokolása.
A Hezbollah szerint a folyamatos Izrael elleni harc indokolt, mint válasz Izrael Libanon elleni műveleteire, és megtorlásként azért, amit állításuk szerint Izrael tesz a megszállt Libanon területén.
Izrael 2000-ben – az Egyesült Nemzetek Szervezetének 1978. március 19-i 425. számú határozata alapján – visszavonult Libanonból, azonban Libanon igényt tart a „Shebaa gazdaságok”-ra, ami egy 26 km² nagyságú földterület, amelyet Izrael elfoglalt az 1967-es háborúban Szíriából, és az ENSZ az Izrael által elfoglalt szíriai területnek tekintette nem pedig libanoni területnek.
Végül a Hezbollah Izraelt „illegitim állam”-nak tekinti, (mivel az arab nép megkérdezése nélkül alapították és hozták létre). Ezen okok miatt cselekedeteiket védekező dzsihádként (szent háború) tekintik.
„Ha nem vonulnak ki Shebaa gazdaságból, nem hagyjuk abba a harcot. ... Célunk az, hogy visszaállítsuk Palesztina 1948. évi határait. Azok a zsidók, akik túlélik ezt a felszabadítási háborút, visszatérhetnek Németországba, vagy bárhonnan is származnak. Azok a zsidók, akik 1948 előtt is Palesztinában éltek, továbbra is kisebbségként élhetnek itt, és majd a muszlim többség gondjukat viseli”– mondta a Hezbollah szóvivője, Hassan Ezzedin, az izraeli kivonulás kapcsán.

## A Hezbollah a zsidókat és a judaizmust érintő hozzáállása és cselekedetei
A Hezbollah tisztviselői szerint a szervezet csak „anticionista” és nem antiszemita. A szakértők szerint azonban "ezek a szavak nem állják ki a közelebbi vizsgálatot". Többek között a Hezbollah aktívan tagadja a holokausztot és antiszemita összeesküvés-elméleteket terjeszt.
A Hezbollah tisztségviselőinek különböző antiszemita kijelentéseket tulajdonítottak. Amal Saad-Ghorayeb, libanoni politikai elemző azt állítja, hogy noha a cionizmus befolyásolta a Hezbollah zsidó-ellenességét, de "nem függ tőle", mert a Hezbollah zsidó-gyűlölete inkább vallási, mint politikailag motivált. Robert S. Wistrich, az antiszemitizmus vizsgálatára szakosodott történész leírta a Hezbollah zsidókkal kapcsolatos ideológiáját:
„A Hezbollah vezetőinek és szóvivőinek antiszemitizmusa egyesíti a látszólag legyőzhetetlen zsidó hatalom képét a gyenge és gyáva ellenség számára fenntartott megvetéssel.
A Hamas háborús propagandájához hasonlóan Hezbollah is a zsidók teljes megsemmisítésére törekszik, mivel ők „az emberiség ellenségei”, „összeesküvők, kitartó és öntelt” ellenfelek, akik tele vannak „sátáni tervekkel” az arabok elnyomására. A tradicionális iszlám zsidó-ellenessége összeolvad a nyugati összeesküvés elméletek mítoszaival, a harmadik világ anti-cionizmusával és az iráni síita megvetéssel a zsidókkal szemben, akiket „rituálisan tisztátalan”-nak és „korrupt hitetlenek”-nek tartanak. Sheikh Fadlallah szerint „a zsidók gazdasági és politikai uralmuk előmozdítása érdekében aláássák és meg akarják semmisíteni az iszlámot és az arab kulturális identitást”.
Ellentmondásos jelentések szerint az Al-Manar, a Hezbollah tulajdonában lévő, és általuk működtetett televízió állomás azzal vádolta Izraelt és a zsidókat, hogy szándékosan terjesztették el az AIDS-et és más betegségeket az arabok kiirtására a Közel-Keleten. Az Al-Manar kritizálta azt is, hogy a Nyugaton "antiszemita propagandá"-nak tartják, vagy összeesküvés elméletnek a zsidó világuralom elérését ábrázoló televíziós műsorokat.
Az amerikai elemzők véleménye szerint a Hezbollah elkötelezett a holokauszt tagadásában. Ezenkívül a 2006-os háború alatt csak Izrael arabjainak (vagyis nem a zsidó nemzetiségűek) megöléséért kért bocsánatot.
2009 novemberében a Hezbollah nyomást gyakorolt egy angol nyelvű magániskolára, hogy ne szerepeljen a tanrendben az Anne Frank naplója és ne olvassanak abból részeket sem. Erre azután került sor, amikor a Hezbollah Al-Manar televíziós csatornája panaszkodott, és azt kérdezte, meddig maradjon Libanon "nyitott arénája a cionista oktatás inváziójának"?

## Szervezet
A Hezbollah vezetői eleinte azt állították, hogy a mozgalom "nem volt szervezet, tagjai nem hordoznak azonosítókártyákat és nem viselnek tisztségeket" és hogy a mozgalomnak nincs "egyértelműen meghatározott szervezeti felépítése". Jelenleg, amint a Hezbollah szakértő Magnus Ranstorp leírja, a Hezbollah-nak hivatalos kormányzati irányító rendszere van, az iszlám bírák gyámságának (velayat-e faqih) elvével összhangban „koncentrál [minden] hatóságot és hatalmat” a vallási vezetőiben, akiknek a döntései azután „az egész közösségre (uléma) nézve kötelezőek fentről lefelé.”
A Hezbollah legfelsőbb döntéshozó testületei megoszlanak a Majlis al-Shura (Konzultatív Közgyűlés) között, amelyet 12 magas rangú vallási vezető vezet, akik a kisebb/taktikai döntésekért, valamint a teljes Hezbollah-tevékenység felügyeletéért felelnek Libanonban, és a Majlis al-Shura al -Karar (Döntő Közgyűlés) között, amelynek Sheikh Muhammad Hussein Fadlallah a vezetője, 11 másik vallási vezetőből áll, akik a stratégiai ügyekért felelősek. A Majlis al-Shura-ban hét szakbizottság működött, amelyek az ideológiai, pénzügyi, katonai és politikai, igazságügyi, információs és szociális ügyekkel foglalkoztak. A Majlis al-Shura-t és ezt a hét bizottságot másolták a Hezbollah három fő működési területén (Beqaa, Bejrút és Dél-Libanon).
Mivel Irán Legfelsőbb Vezetője a legfelső hivatali hatalom, a Hezbollah vezetői iránymutatást és irányelveket kértek tőle azokban az esetekben, amikor a Hezbollah kollektív vezetése túlságosan megosztott volt abban a kérdésekben, és nem sikerült konszenzusra jutniuk. Irán első legfelsőbb vezetője, Khomeini ajatollah halála után a Hezbollah irányító testületei "függetlenebb szerepet kaptak" és ritkábban fordultak Iránhoz útmutatásért. A második libanoni háború óta Irán azonban úgy alakította át a Hezbollah-t, hogy korlátozza Hassan Nasrallah hatalmát, és ezért több milliárd dollárt fektetett be a Hezbollah átalakításába.
Szervezetileg a Hezbollah nem tesz különbséget Libanonon belül a politikai/társadalmi tevékenysége és az Izrael elleni katonai/dzsihád tevékenysége között. „A Hezbollahnak egyetlen vezetése van” – mondta Naim Qassem, a Hezbollah második vezetője. „Az összes politikai, társadalmi és dzsihád munka e vezetés döntéseihez kapcsolódik. Ugyanaz a vezetés, amely a parlament és a kormány munkáját irányítja, katonai akciókat is vezet az Izrael elleni küzdelemben.”
2010-ben az iráni parlamenti elnök, Ali Larijani elmondta: „Irán büszke Libanon iszlám ellenállási mozgalmára kitartó álláspontja miatt. A Hezbollah ápolja az iszlám dzsihád eredeti elképzeléseit.” Emellett azzal támadta a Nyugatot, hogy Iránt a terrorizmus támogatásával vádolja, és kijelentette: „Az igazi terroristák azok, akik fegyverrel és katonai felszereléssel látják el a cionista rezsimeket a (békés arab) emberek bombázásához.”

## Pénzügyi finanszírozás
A szervezet fenntartásához szükséges anyagiak libanoni üzleti csoportoktól, magánszemélyektől, üzletemberektől, az afrikai gyémántbányászatban érdekelt libanoni személyektől, más iszlám csoportoktól és országoktól, valamint a libanoni shiíták által fizetett adókból származnak. A Hezbollah szerint a bevételeinek fő forrása saját beruházási portfóliói és muszlim adományok, bár a nyugati források állítják, hogy a Hezbollah jelenlegi pénzügyi, kiképzési, fegyver, robbanóanyag, politikai, diplomáciai és szervezeti támogatásának túlnyomó része Iránból és Szíriából származik. Irán állítása szerint 1983 és 1989 között 400 millió dollárt adományozott a szervezetnek. A helyzet a gazdasági nehézségek miatt változott, de Irán még mindig pénzeli a Hezbollah által folytatott humanitárius tevékenységeket. 2010 februári jelentések szerint a Hezbollah 400 millió dollárt kapott Irántól. Az Amerikai Egyesült Államok úgy becsüli, hogy Irán kb. 60-100 millió dollárt adhatott a Hezbollahnak évente pénzügyi segítségképpen. Más becslések akár évi 200 millió bevételt is lehetségesnek tartanak. 2011-ben Irán kifejezetten a Hezbollah térségbeli tevékenységének támogatására küldött 7 millió dollárt. Ezenkívül érkeznek pénzadományok a Hezbollah számára a nyugat-afrikai, az Amerikai Egyesült Államokban élő és főként a Paraguay, Argentina és Brazília találkozásánál lévő hármas határ shiíta libanoni lakosaitól. Az Amerikai Egyesült Államok rendvédelmi hatóságai egy illegális, több millió dolláros cigaretta- és egy kábítószer-csempész hálózatot azonosítottak, amelyek szintén a Hezbollah pénztárába fizettek be. Mindazonáltal Nasrallah ismételten tagad bármely kapcsolatot a dél-amerikai kábítószer-kereskedelem és a Hezbollah között azt állítva, hogy ezek a vádak csak egy propaganda részei, amely a Hezbollah imázsát akarja lerombolni.
Az Amerikai Egyesült Államok Pénzügyminisztériuma a Hezbollah pénzügyi támogatásával vádolta meg a venezuéliai kormány egyes tagjait. Roger Noriega, a nyugati világ/félteke ügyeinek[5] volt államtitkár-helyettese állítása szerint Hugo Chávez kormánya „létfontosságú támogatást” nyújtott Iránnak és a Hezbollah-nak. Az Amerikai Vállalkozások Intézetének konzervatív szakértőinek egy cikke szerint Noriega leírta, hogy két tanú is állította, hogy Ghazi Atef Nassereddine, – aki egy venezuelai diplomata Szíriában, – a Hezbollah ügynöke, és arra használta venezuelai ismeretségeit és kapcsolatait, hogy pénzt mosson a Hezbollah-nak Nicolás Maduro elnök személyes jóváhagyásával.

## Társadalmi szolgáltatások
A Hezbollah kiterjedt szociális programot folytat, kórházakat, hírügynökségeket, oktatási létesítményeket üzemeltet és a „nikah mut’ah[6]”-ra bátorítja a híveit. Az egyik ilyen intézménye a „Jihad Al-Binna újjáépítési mozgalom”, amely számos gazdasági és infrastruktúrális fejlesztési programért felelős Libanonban. A Hezbollah létrehozta a „Mártírok Intézetét” (Al-Shahid szociális egyesület), amely a megélhetéshez és tanuláshoz biztosít anyagi támogatást azoknak a családoknak, amelyek családfői „hősi halált haltak” az ügy érdekében.
Az ENSZ Humanitárius Ügyeket Egyeztető Hivatala[7] (OCHA) megjegyzi az IRIN[8] hírek egyik jelentésében:
A Hezbollah-nak nem csak fegyveres és politikai szárnya van, hanem kiterjedt szociális szolgáltatásokat is biztosít. A Hezbollah jelenleg négy kórházat, 12 klinikát, 12 iskolát és két mezőgazdasági központot tart fenn, amely a gazdáknak nyújt technikai és elméleti segítséget. Van környezetvédelmi osztálya és kiterjedt társadalmi támogató programja is. Az egészségügyi szolgáltatások olcsóbbak, mint az országban a legtöbb magánkórház és ingyenesek a Hezbollah tagok számára.
A CNN szerint „a Hezbollah mindenre képes, amire a kormány, a szemétgyűjtéstől a kórházak és az iskolák üzemeltetéséig. 2006 júliusában, az Izraellel vívott háború közben, amikor nem volt ivóvíz-szolgáltatás Bejrútban, a Hezbollah szállította ki az ellátmányt a városban. A libanoni síiták szerint a Hezbollah politikai mozgalom és szociális szolgáltatás biztosító is, legalább annyira, mint milícia. A Hezbollah gondoskodik azokról a gerilla harcosairól is, akik akcióban sérülnek meg, elviszi őket az általuk üzemeltetett vidámparkokba.
Ezért a Hezbollah mélyen beágyazódott a libanoni társadalomba.

## Politikai tevékenység
A Hezbollah által ellenőrzött területek (zöld színnel jelölve) 2006 júliusában (a shiíta többségű területek)
A Hezbollah és az Amal együtt Libanon két fő politikai pártja, amelyek a síita muszlimokat képviselik. Az Amal-tól eltérően, amely támogatása túlnyomórészt az ország déli részén erős, a Hezbollah széles körű támogatást élvez Libanon mindhárom területén, ahol a legtöbb shiíta felekezetű lakosság él: délen, Bejrútban és környékén, valamint az északi Beka-völgyben és a Hirmil-régióban. A Libanoni Parlament 128 képviselőhelyéből 14-et szerzett meg, az ún. "Ellenállási és Fejlesztési Tömb" tagja. Daniel L. Byman szerint "a leghatalmasabb politikai politikai mozgalom Libanonban". A Hezbollah az Amal Mozgalommal együtt képviseli a libanoni shiítákat. Az Amaltól eltérően azonban a Hezbollah nem fegyverezte le magát, részt vesz a libanoni parlamentben is.
A Hezbollah 2005 márciusa óta a "március 8-i szövetség" egyik fő pártja. Noha a Hezbollah 2005-ben csatlakozott az új kormányhoz, továbbra is határozottan ellenzi a március 14-i szövetséget. Ezek a csoportok 2006. december 1-jén Fouad Siniora miniszterelnök kormányával szembeni politikai tiltakozások és sztrájkok sorozatát indították.
2008. május 7-én Libanon vezetése 17 hónapos politikai válságot követően elvesztette az ellenőrzést az ország felett. A harcot egy kormányzati lépés indította el, amely betiltotta a Hezbollah távközlési hálózatát, és eltávolította a Bejrút repülőtér biztonsági vezetőjét az állásából a Hezbollahhal fenntartott állítólagos kapcsolata miatt. Hassan Nasrallah, a Hezbollah vezetője szerint a kormány azon döntése, hogy a szervezet katonai távközlési hálózatát illegálisnak nyilvánította, "hadüzenetnek minősül", és felszólította a kormányt annak visszavonására. A Hezbollah által vezetett ellenzéki fegyveresek Nyugat-Bejrút és környékének számos körzete irányítását átvették a "Jövő mozgalom[9]" miliciájától, akik hűek maradtak a kormányhoz. Az utcai harcok 11 halottat és 30 sebesültet hagytak hátra. Az ellenzék által elfoglalt területeket azután átadták a libanoni hadseregnek. A haderő emellett vállalta a vita rendezését, és visszavonatta a kormány döntéseit, engedve a Hezbollah követeléseinek, amely megtarthatta távközlési hálózatát, és újra munkába állíthatta a repülőtér biztonsági vezetőjét. A végén a rivális libanoni vezetők konszenzusra jutottak a 2008. május 21-i dohai megállapodással kapcsolatban, és megszüntették a 18 hónapos politikai viszályt, amely fegyveres összecsapássá fajult és majdnem új polgárháborúhoz vezetett. A megállapodás alapján a Hezbollah és ellenzéki szövetségesei vétójogot kaptak Libanon parlamentjében. A konfliktusok végén Fouad Siniora miniszterelnök 2008. július 11-én megalakította a nemzeti egységkormányt, amelynek során a Hezbollah egy minisztert jelölhetett és a harminc kabinetből tizenegyet irányíthatott.
A Hezbollah jelenleg az ellenzéki "március 8-i szövetség"-hez tartozik. Azonban kivonultak a kormányból, arra hivatkozva, hogy nem tudnak kérdéseket megtárgyalni a libanoni különleges bírósággal.

## Média-jelenlét
A Hezbollah egy műholdas televízióállomást, az "Al-Manar[10] TV"-t és egy rádióállomást, az "al-Nour[11]"-t üzemeltet. Az Al-Manar adásait Bejrútból sugározzák. A Hezbollah 1991-ben indította el az állomást iráni pénzalapok segítségével. Az Al-Manar, az önálló "Ellenállás állomása" (arabul: qanat al-muqawama), kulcsszerepet játszik abban, amit Hezbollah "a cionista ellenség elleni pszichológiai hadviselésnek" hív, és a Hezbollah ideológiájának szerves részét képezi, amely üzenetét az egész arab világban kívánja terjeszteni. Ezen felül a Hezbollah heti kiadványa, az "Al Ahd[12]", amelyet 1984-ben alapítottak. Ez az egyetlen média, amely nyíltan kapcsolódik a szervezethez.
A Hezbollah, az Al-Manar televízió egyik műsorát az öngyilkos támadások ösztönzésére indította Gázában, Ciszjordániában és Irakban. Az Al-Manar átvétele Franciaországban tilos, mert megvalósítja a holokauszt tagadását, amely Franciaországban bűncselekmény. Az Amerikai Egyesült Államok terrorista szervezetként tartja nyilván az Al-Manar televíziós csatornát. Az Al-Manar-t "megjelölt globális terrorista szervezetnek" nevezik, és az Amerikai Egyesült Államok 2004 decemberében betiltotta. Ezt a tiltást Franciaország, Spanyolország és Németország is követte.
A nacionalizmus és az iszlám alapelveinek megismertetésére irányuló, gyermekek részére készített adások a Hezbollah média műveleteinek egyik jellemező aspektusa. A Hezbollah Központi Internet Iroda 2003-ban kiadott egy olyan videójátékot, amelynek címe: "különleges erők[13]" voltak, amelyet 2007-ben folytattak, és amelyben a játékosokat pontokkal és új, hatásosabb fegyverekkel jutalmazzák, ha megölnek egy izraelit. 2012-ben az Al-Manar egy speciális televízióműsorában egy 8 éves fiút mutatott, aki a Hezbollah számára pénzt gyűjtött, és ezt mondta: "Amikor felnövök, kommunista ellenállási harcos leszek Hezbollahban harcolva az Amerikai Egyesült Államok és Izrael ellen, darabokra tépem őket és kiűzöm Libanonból, a Golán-fennsíkról és Palesztínából, amelyek oly kedvesek szívemnek."

## Titkosszolgálatok
A Hezbollah titkosszolgálatait "a világ egyik legjobbjának" tartják, akik állítólag beszivárogtak az izraeli hadseregbe is. A Hezbollah titkosszolgálatai együttműködnek a libanoni hírszerző ügynökségekkel.
1982 nyarán Hussein al-Khalil, "Nasrallah legfontosabb politikai tanácsadója" hozta létre a Hezbollah különleges biztonsági szolgálatát, míg a Hezbollah elhárítását kezdetben az iráni Quds Force irányította, a szervezet folyamatosan tovább nőtt a kilencvenes években. 2008-ra Carl Anthony Wege szakértő azt írta: "a Hezbollah teljes irányítást szerzett Libanon hivatalos elhárító szervezete felett, amely most már a Hezbollah eszköze." Ez a szoros kapcsolat a libanoni hírszerzéssel segítette a Hezbollah pénzügyi hírszerzés-elhárító egységének megerősödését.
Ahmad Hamzeh szerint a Hezbollah elhárító szolgálata két fontos részre osztható: az "Amn al-Muddad"-ra, amely a külső biztonságáért felelős; és az "Amn al-Hizb"-re, amely a szervezet integritását és vezetőit védi. Wege szerint az Amn al-Muddad tagjai "valószínűleg speciális hírszerző képzést kaptak Iránban és esetleg Észak-Koreában". A szervezetnek egy katonai biztonsági eleme is van, valamint egy Külső Biztonsági Szervezetet (al-Amn al-Khariji, vagy a "910-es egység"), amely fedetten működik Libanonon kívül.
A sikeres Hezbollah elhárító műveletek között szerepel a külföldi műveletek vezetőjének, Hassan Ezzeddine-nek a CIA általi elrablásának meghiúsítása 1994-ben, egy kettős ügynök beszervezése, amely az "Ansariya rajtaütés"-hez vezetett 1997-ben és az állítólagos Moszad-ügynök, Elhanan Tannenbaum 2000-beli elrablása. A Hezbollah 2006-ban együttmûködött a libanoni kormánnyal is, amikor izraeli kémként azonosította Adeeb al-Alam-ot, egy nyugállományú ezredest. Sikeresen beszervezte az IDF[14]-ben szolgáló Omar al-Heib alezredest, akit 2006-ban elítéltek a Hezbollah-nak való kémkedésért. A Hezbollah 2009-ben elfogta Marwan Faqih-ot, egy garázstulajdonosot, aki nyomkövető berendezéseket telepített a Hezbollah tulajdonában lévő járművekbe.
A Hezbollah elhárító szolgálata elektronikus megfigyelő és lehallgató eszközöket, valamint fejlett technológiát is felhasznál. 2011-re a Hezbollah elhárítása már fejlett szoftvert használt a mobiltelefon-adatok elemzésére és az ellenséges felderítés észlelésére. A gyanús hívásokat ezután hagyományos eszközökkel figyelik meg. Az 1990-es évek közepén a Hezbollah képes volt "titkosítatlan video-csatornák letöltésére az izraeli drónokról", majd az izraeli SIGINT fokozta erőfeszítéseit Libanonból való 2000. évi kivonulása után. Irán és valószínűleg az orosz FSZB[15] segítségével a Hezbollah kibővítette az elektronikus elhárító képességét, és 2008-ra sikerrel fedezte fel az izraeli "poloskákat[16]" a Sannine-hegy közelében és a szervezet száloptikai hálózatában.

## Fegyveres erők
A Hezbollah nem hozza nyilvánosságra fegyveres erejének nagyságát. Musztafa Alani, a dubaji Öböl Kutatóközpont biztonsági igazgatója becslése szerint a Hezbollah fegyveres szárnya 1000 fő hivatásos Hezbollah tagból áll és további 6000–10 000 fő önkéntes "harcosból". Az Iráni Fars hírügynökség szerint a Hezbollah-nak 65 000 katonája van. Nagyobb katonai hatalommal rendelkezett, mint a libanoni hadsereg. Az izraeli haderő parancsnoka, Gui Zur, a Hezbollah-ot "a világ legnagyobb gerilla szervezetének" nevezte.
Naftali Bennett izraeli miniszter szerint a Hezbollah körülbelül 130 000 különböző rakétával és lövedékkel rendelkezik Izrael ellen. Gadi Eisenkot, az izraeli védelmi erők vezérkari főnöke elismerte, hogy a Hezbollah „több tízezer” kis- és közepes hatótávolságú rakétával, drónnal, fejlett számítógépes titkosítási képességgel, valamint korszerű védelmi képességekkel rendelkezik, mint például az SA-6 (2K12 Kub) típusú légvédelmi-rakétarendszer.
A Hezbollah rendelkezik a BM-21 Grad típusú 122 mm űrméretű rakétákkal, amelyek hatótávolsága 29 km és 15 kg tömegű robbanófejjel készül. A Hezbollah mintegy 100 kishatótávolságú ballisztikus rakétával rendelkezik. Ide tartoznak az iráni gyártmányú Fajr-3 és Fajr-5 típusok – ez utóbbi 75 km hatótávolságú, ezáltal elérhei az izraeli Haifa kikötőjét is. A Zelzal-1, aminek hatótávolság 150 km, ezáltal elérheti Tel-Avivot is. A Fajr-3 rakéták hatótávolsága 40 km és 45 kg-os robbanófejel szerelik. A Fajr-5 rakéta, amely akár 75 km-re lévő célokra indítható, szintén 45 kg-os harci résszel látták el. Egyes jelentések szerint a Hezbollah R-300/SS-1 Scud típusú rakétákkal is rendelkezik, amelyeket Szíriától kapott. Ezt Szíria tagadta. Más jelentések szerint a Hezbollah irányított páncéltörő rakétákkal is rendelkezik, pl. az orosz gyártmányú 9M14 Maljutka/AT-3 Sagger, 9K111 Fagot/AT-4 Spigot, 9K113 Konkursz/AT-5 Spandrel, 9K115 Metis-M/AT-13 Saxhorn-2, 9K133 Kornet/АТ-14 Spriggan; Ra'ad (az AT-3 Sagger iráni verziója), Towsan (az AT-5 Spandrel iráni verziója), Toophan (a BGM-71 TOW iráni verziója) és az európai gyártású MILAN páncéltörő rakéták. Ezeket a fegyvereket az IDF eszközei ellen használták, és sok veszteséget okoztak a 2006-os libanoni háború során. Kis számú Saeghe-2 típusú (az amerikai FGM77, vagy M47 Dragon iráni változata) páncéltörő rakétát is alkalmaztak ez idő alatt.
A Hezbollah rendelkezik légvédelmi fegyverrendszerekkel is, közöttük a ZU-23 típusú légvédelmi lövegekkel és hordozható, kézi légvédelmi rakétákkal, mint a 9K32 Sztrela-2/SA-7 és a 9K38 Igala/SA-18 (angolul SAM[17]). A Hezbollah egyik leghatékonyabb fegyvere a C-802 Noor típusú (a kínai YJ-802 rakéta iráni változata, amelynek NATO kódneve CSS-N-8 Saccade) szárazföld-vízfelszín/hajó-elleni rakéta.
2010 áprilisában Robert Gates az Amerikai Egyesült Államok honvédelmi minisztere azt állította, hogy a Hezbollah sokkal több rakétát és lövedéket birtokol, mint az országok többsége, és állította, hogy Szíria és Irán fegyvereket szállít a terrorista szervezet számára. Izrael szerint Szíria szállítja a fegyvereket a Hezbollahnak. Szíria ugyan tagadta ezeket az állításokat és csak izraeli kifogásnak tekinti az arab világ elleni támadáshoz.
Az amerikai diplomaták kiszivárogtatott üzenetei azt sugallják, hogy az Amerikai Egyesült Államok sikertelenül próbálta megakadályozni Szíriát abban, hogy "fegyvereket szállítson Libanonba a Hezbollahnak", és hogy a Hezbollah "óriási fegyverkészleteket halmozott fel a 2006-os Izrael-háború óta"; valamint ezeket a fegyvereket "egyre korszerűbbeknek" nevezték. Gates hozzátette, hogy a Hezbollah valószínűleg kémiai és/vagy biológiai fegyvereket is beszerzett, valamint 105 km hatótávolságú hajó-elleni rakétákat is, amelyek veszélyeztethetik az amerikai hadihajókat.
Az izraeli kormány 2017-től úgy gondolta, hogy a Hezbollah közel 150 000 db-os rakéta arzenált állomásoztatott Libanon határán. Állítólag ezeknek a rakétáknak megvan a hatótávolsága ahhoz, hogy olyan távoli városokat is elérjenek, mint Eilat. Az IDF azzal vádolta a Hezbollahot, hogy ezeket a rakétákat kórházak, iskolák és polgári otthonokban rejtegeti. A Hezbollah pilóta nélküli repülőeszközöket is használt Izrael ellen, áthatolva annak légvédelmi rendszerén, amit egy Nasrallah által hitelesített jelentésben úgy írtak le: "Ez csak képességeink egy része".
Izraeli katonai vezetők és elemzők felhívták a figyelmet a Hezbollah megszerzett katonai tapasztalataira és fegyvereikre, amelyeket a szervezet fegyvereseinek ezrei révén a szíriai polgárháborúban való részvétellel nyert. "Ez a fajta harci tapasztalat nem vásárolható meg" – mondta Gabi Siboni, a Tel-Avivi Egyetem Nemzetbiztonsági Tanulmányok Intézetének katonai és stratégiai ügyekkel foglalkozó programjának igazgatója. "Ez egy további tényező, amellyel foglalkoznunk kell. A tapasztalatok nem helyettesíthetők mással, és nem szabad azok fontosságát lekicsinyelni."

## Katonai tevékenység
A Hezbollah katonai szárnya Dzsihád Tanács (Jihad Council) néven ismert, amelynek egyik alkotóeleme az „Al-Muqawama al-Islamiyya[18]”, amely számos kevésbé ismert militáns csoportot támogat, ideértve az „Elnyomottak Szervezet”-ét, a „Forradalmi Igazság Szervezet”-et, a „Jó a Rossz Ellen Szervezet”-ét és „Mohamed próféta követő”-it.
Az Egyesült Nemzetek Biztonsági Tanácsa[19] 1559. számú határozata felszólította a Hezbollahot a fegyveres milíciája leszerelésére a Taif-megállapodással a libanoni polgárháború végén. A Hezbollah tiltakozott és nem hajtotta végre ezt a határozatot. Az Izraellel folytatott 2006. évi katonai konfliktus csak fokozta a vitát. A leszerelés továbbra is a BT állásfoglalása, annak megtagadása az azt követő ENSZ Biztonsági Tanács 1701. számú határozatának megsértése. Azóta mind Izrael, mind a Hezbollah azt állította, hogy a szervezet csak katonai ereje révén szerezte meg a jogot a létezésre. A 2006. augusztusban elkészített libanoni közvélemény-kutatás azt mutatta, hogy a síiták többsége nem hiszi azt, hogy a Hezbollahnak le kéne szerelnie a 2006. évi libanoni háborút követően, míg a szunnita, a drúz és a keresztények többsége viszont úgy gondolta, hogy azt meg kellene tennie. A libanoni kabinet, Michel Suleiman államelnök és Fouad Siniora miniszterelnök vezetésével azt mondja, hogy a Hezbollahnak joga van az "elfoglalt területeket felszabadítani. 2009-ben egy Hezbollah katonai vezető (névtelenséget kérve) azt mondta, "sokkal több rakétánk van [most], mint 2006-ban. "

## Libanoni Ellenálló Dandárok
| Saraya al-Moukawama al-Lubnaniyya                                                                              | |
| سرايا المقاومة اللبنانية Részt vett: 1985 és 2000 között a dél-libanoni harcokban és a Szidoni csatában (2013) | |
| | |
| Aktív: | 1998–2000 2009–napjainkig                                                                                 |
| Vezetői: | Mohammed Aknan (Bejrut) Mohammad Saleh (Szidon) †                                                         |
| Műveleti területe                                                                                              | Dél-Libanon, főleg Szidon                                                                                 |
| Szövetségesei:                                                                                                 | Hezbollah, Március 8-a Szövetség                                                                          |
| | |
| Ellenségei: | Izrael, az SLA[20], az Al-Nuszra Front, a Fatah al-Iszlám, a Dzsund al-Sham, az Iszlám Állam (ISIL/DAESH) |
| Csaták és háborúk:                                                                                             | A Szidoni csata 2013-ban                                                                                  |

A libanoni ellenálló dandárokat (arabul: سرايا المقاومة اللبنانية – Saraya al-Moukawama al-Lubnaniyya), más néven a libanoni brigádokat, amelyek az izraeli megszállás ellen harcoltak, a Hezbollah hozta létre 1997-ben, mint többvallású (keresztény, drúz, szunnita és shiíta) önkéntes haderőt a dél-libanoni izraeli megszállás elleni küzdelem érdekében. Izrael Libanonból való kivonulásával 2000-ben a szervezetet feloszlatták.
Az ellenálló dandárok 2009-ben újraaktiválódtak, elsősorban Szidon városának szunnita támogatóiból. Létszáma 2013 végén 500 főről 200–250-re csökkent, mivel a polgári lakosok panaszkodtak a csoport egyes tagjaira, akik a helyi közösségben feszültségeket szítottak.

## Öngyilkos merényletek és terrortámadások
1982 és 1986 között 36 öngyilkos merénylet történt Libanonban az amerikai, a francia és az izraeli erők ellen, amelyekben 41 merénylő 659 személyt ölt meg. A Hezbollah tagadja a támadások némelyikében való részvételt, bár azt vádolták, hogy részvételben állt vagy kapcsolódott ezekhez a támadásokhoz vagy azok mindegyikéhez:
- Az 1982–1983 közötti Thirosz-központ robbantások;
- Az 1983. április amerikai nagykövetségnél végrehajtott robbantás (az Iszlám Dzsihád Szervezet által);
- Az 1983. évi Bejrút „laktanyák elleni” robbantás (az Iszlám Dzsihád Szervezet által), amely 241 fő amerikai tengerészgyalogos, 58 fő francia ejtőernyős és hat civil életébe került;
- Az 1983. évi Kuvaiti-i robbantások az iraki Dawa Párttal együttműködésben;
- Az Amerikai Egyesült Államok nagykövetségének 1984. évi merénylete, 24 fő halálával;
- Az IDF csapatainak és az SLA milíciainak déli libanoni támadásai;
- A TWA 847 repülőjárat eltérítése 1985-ben;
- A libanoni túszválság 1982 és 1992 között;

1990 óta az alábbi − civilek és diplomaták ellen − terrorcselekmények és azok kísérletei köthetők a Hezbollahhoz:
- Az 1992. évi izraeli nagykövetség elleni támadás Buenos Airesben, 29 fő halottal Argentínában. Hezbollah ügynökök kérkedtek a merénylettel;
- Argentínában 1994-ben robbantottak egy zsidó kulturális központnál, megölve 85 személyt. A merényletért a Hezbollah felelősséget vállalt;
- Az 1994-es AC 901 repülőjárat elleni támadás, 21 személyt öltek meg Panamában. A Hezbollah felelősséget vállalt az akcióért;
- Az 1994-es londoni izraeli nagykövetség támadása, 29 személy sérülését okozva az Egyesült Királyságban;
- Az 1996-os Khobar-torony ellen elkövetett robbantásos merénylet, 19 amerikai katona életét kioltva;
- 2002-ben Szingapúr azzal vádolta Hezbollahot, hogy szingapúriakat szervezett be az 1990-es években egy kudarcot vallott tervben, amely célja amerikai és izraeli hajók megtámadása lett volna a szingapúri szorosban;
- 2008. január 15-én egy amerikai nagykövetségi jármű felrobbantása Bejrútban;
- 2009-ben egy egyiptomi Hezbollah tábort fedeztek fel, ahol az egyiptomi hatóságok 49 főt letartóztattak Izrael és egyiptomi célok elleni támadások tervezéséért a Sínai-félszigeten;
- A 2012. évi burgaszi (Bulgária) buszrobbanás, ami hat fő halálával járt. A Hezbollah tagadta a felelősségét az akcióban.
- A Hezbollah aktívan közreműködött a shiíta lázadók kiképzésében az amerikai csapatok ellen az iraki háború alatt.

## A boszniai háború során
A Hezbollah képzett terroristákat küldött a boszniai muszlim oldalnak a boszniai háború alatt, Irán beavatkozásának részeként. Robert Baer, a háború alatt Szarajevóba telepített CIA-ügynök ezt írta: „A boszniai muszlim kormány az irániak ügyfele. Ha a CIA és az irániak között lehet választani, akkor mindenképpen az irániakat választják.” A háború végére a közvélemény-kutatások szerint a boszniai muszlimok mintegy 86% -ának pozitív véleménye volt Iránról. A Hezbollah kezdetben 150 fegyverest küldött harcolni a boszniai szerb hadsereg ellen, amely a boszniai muszlimok fő ellenfele volt a háborúban. A síiták összes külföldi tanácsadója és külföldi harcosa távozott a konfliktus végén Boszniából.[forrás?]

## Konfliktusok Izraellel

### A Dél-libanoni konfliktus(1982–2000)
A Hezbollah számos fegyveres konfliktust folytatott Izraellel.
• Az 1982–2000 közötti dél-libanoni konfliktus során a Hezbollah gerilla hadviselést folytatott a Dél-Libanont elfoglaló izraeli erők ellen. 1982-ben a Palesztin Felszabadítási Szervezet (PLO) székhelye még Dél-Libanonban volt. A PLO sorozatvető rakétákat indított Libanonból Észak-Izrael felé. Izrael hadereje behatolt Libanonba, hogy felszámolja a PLO-t és így a Hezbollah fegyveres szervezetté vált az izraeli haderő kiűzése szándékával. A Hezbollah „haderejé”-t az a kb. 1-2 ezer Iráni Forradalmi Gárda tag képezte, akit odaküldtek, valamint Irán pénzügyileg támogatta a szervezetet. Irán vallási vezetői, nevezetesen Fzlollah Mahallati felügyelte ezt a tevékenységet. Így a Hezbollah vált a legfontosabb politikai-katonai erővé a libanoni síita közösség körében, később az „Iszlám ellenállás” néven az egész országban ismertté váltak. Az SLA összeomlásával és a Hezbollah haderő gyors térnyerésével Izrael 2000 május 24-én, hat héttel a kitűzött céldátum előtt visszavonult, ami július 7. volt. A Hezbollah győzelmi parádét tartott, népszerűsége Libanonban egyre emelkedett. Izrael az Egyesült Nemzetek Biztonsági Tanácsának 1978. évi 425. határozatával összhangban kivonult. A Hezbollah, támogatói és sok külföldi elemző is ezt a mozgalom győzelmének tekintette, és azóta Libanonban megnőtt a népszerűsége.
• 1993. július 25-én, miután Hezbollah hét izraeli katonát ölt meg Libanon déli részén, Izrael elindította a „Felelősségre vonás” hadműveletet (ami Libanonban a „hétnapos háború” néven ismert), amelynek során az IDF a dél-libanoni célok ellen 1982 óta a leghevesebb tüzérségi és légi támadásokat hajtotta végre. A művelet célja a Hezbollah által jelentett fenyegetés felszámolása és a polgári lakosság Bejrút felé, azaz északra kényszerítése abból a célból, hogy nyomást gyakoroljon a libanoni kormányra a Hezbollah fékentartására. A harcok akkor fejeződtek be, amikor a harcoló felek megállapodtak egy tűzszünetben. Az 1993. évi megállapodás értelmében a Hezbollah emberei nem lőnek rakétákat Izrael északi részére, míg Izrael nem támadja meg Libanonban a lakosságot vagy a polgári célokat.
• 1996 áprilisában, miután a Hezbollah folytatta a rakétatámadásokat az izraeli polgári lakosság ellen, az izraeli fegyveres erők elindították a „Harag gyümölcsei[21]” elnevezésű műveletet, amelynek célja a Hezbollah déli libanoni bázisának megsemmisítése volt. Több mint 100 fő libanoni menekült vesztette életét az ENSZ Kana/Qana-i táborának lebombázásakor, amelyet az izraeli haderő „téves célazonosítás”-ként minősített. Végül, néhány napos tárgyalásokat követően, a két fél 1996. április 26-án aláírta a fegyverszüneti megállapodást. Izrael és a Hezbollah megállapodtak a tűzszünetről, amely 1996. április 27-én lépett hatályba. Mindkét fél egyetértett abban, hogy a polgári lakosságot nem szabad támadni, ami azt jelentette, hogy a Hezbollah folytathatja katonai tevékenységét Libanonon belül az IDF-erők ellen.

### 2000, a Hezbollah határokon átnyúló támadása
2000. október 7-én három izraeli katonát (Adi Avitan közkatona, Benjamin Avraham és Omar Sawaidwere törzsőrmester) rabolt el a Hezbollah, miközben járőröztek az izraeli-libanoni határ izraeli oldalán. A katonákat vagy a támadás során, vagy közvetlenül azután ölték meg. Az izraeli védelmi miniszter, Shaul Mofaz azt állította, hogy a Hezbollah elrabolta a katonákat, majd megölte őket. A megölt katonák holttesteit 2004-ben cserélték ki libanoni foglyokra.

### A 2006-os libanoni háború
A 2006. évi háború egy 34 napos katonai konfliktus volt Libanonban és Izrael északi részén. A résztvevői a Hezbollah félkatonai erői és az izraeli haderő voltak. A konfliktust egy határokon átnyúló támadás váltotta ki, amelynek során Hezbollah izraeli katonákat rabolt el és ölt meg. A harcok 2006. július 12-én kezdődtek, amikor a Hezbollah fegyveresei rakétákat indítottak az izraeli határvárosokra, majd páncétörő rakétával támadták a határkerítés izraeli oldalán járőrözõ páncélozott Humvee típusú páncélozott terepjárókat, három izraeli katonát megölve, kettőt megsebesítve. Két izraeli katonát elhurcoltak.
Izrael légitámadásokkal és tüzérségi tüzzel válaszolt libanoni célpontokra, ami megrongálta a libanoni infrastruktúrát, beleértve Bejrútban a „Rafic Hariri” Nemzetközi Repülőteret (amelyen keresztül – Izrael szerint – a Hezbollah fegyvereket és felszerelést kap), légi és tengeri blokádot vontak az ország köré, és szárazföldi műveleteket hajtottak végre Dél-Libanonban. A Hezbollah ezután további rakétákat indított Izrael északi részre, és megerősített állásaiból gerilla harcba kezdett az Izraeli Védelmi Erővel. A háború 2006. augusztus 14-ig folytatódott. A Hezbollah több ezer sorozatvető-rakétatámadást hajtott végre az Izrael északi részén található polgári célpontok/települések ellen, amely célja – a Hezbollah szerint – „bosszú Izrael az arab polgári lakosságot sújtó gyilkos támadása miatt”, amely a libanoni infrastruktúrát vette célba. A szakértők adatai szerint 1190–1300 libanoni polgár vesztette életét a harcokban, beleértve a harcolókat is, míg Izrael 165 katonát vesztett.

### A 2010. évi gázmező konfliktus
2010-ben a Hezbollah azt állította, hogy a Dalit és Tamar gázmező, amelyet a Noble Energy Izrael kizárólagos gazdasági övezetben, Haifától kb. 80 km-re nyugatra fedezett fel, Libanonhoz tartozik, és figyelmeztette Izraelt, hogy a gázt ne termeljék ki. A Hezbollah magas rangú tisztviselői figyelmeztettek, hogy nem haboznak fegyvert használni Libanon természeti erőforrásainak védelme érdekében. A „március 14-i szövetség” erői azt válaszolták, hogy „Hezbollah újabb trükköt mutatott be arra, hogyan tartsa a markát”. Antoine Zahra libanoni képviselő azt mondta, hogy ez a kérdés csak egy újabb tétel "mentségek végtelen listáján" arra, amellyel a Hezbollah a fegyveres erejének folyamatos fejlesztését igazolja.

### A 2011-es támadás Isztambulban
2011 júliusában az olasz Corierre della Sera újság amerikai és török források alapján beszámolt arról, hogy a Hezbollah májusban Isztambulban végrehajtott robbantásos merényletében nyolc török állampolgár sebesült meg. A jelentés szerint a támadás merényletkísérlet volt Moshe Kimchi, Izrael törökországi konzulja ellen. Török hírszerző források tagadták a jelentés valóságtartalmát és azt állították, hogy "Izraelnek a szokása, hogy különféle hírek felhasználásával dezinformálja a közvéleményt".

### 2012-ben tervezett terrortámadás Cipruson
2012 júliusában a ciprusi rendőrség elfogott egy libanoni személyt, aki a gyanú szerint izraeli turisták ellen tervezett terrorista-támadásokat. A biztonsági tisztek szerint ez a Hezbollah-hoz tartozó személy terrorista-támadásokat tervezett cipruson lévő izraeli turisták ellen, amit kihallgatása után elismert. A ciprusi rendőrséget az izraeli hírszerzés üzenete miatt riasztották. A libanoni személynél fényképeket találtak izraeli célokról, és pontos információkkal rendelkezett a Ciprusra és visszarepülő izraeli légitársaságokról, nagy valószínűséggel egy repülőgép vagy túristabusz felrobbantását tervezte. Az izraeli miniszterelnök, Benjamin Netanyahu szerint Irán segítette a libanoni személyt terrorista támadásai tervezésében.

### 2012. évi burgaszi terrortámadás
Bulgáriában, Burgaszban elkövetett izraeli turistabusz elleni robbantás 2012. évi kivizsgálását követően a bolgár kormány hivatalosan a Hezbollah szervezetét vádolta meg a támadás elkövetésével. Öt izraeli állampolgárt és a bolgár buszvezetőt ölték meg egy robbanószerkezettel. A bombát akkor robbantották fel, amikor az izraeli turisták a tranzitbuszra szálltak fel, amely a repülőtérről a szállodájukba vitte volna őket.
Cvetan Cvetanov bolgár belügyminiszter arról számolt be, hogy a két gyanúsított a Hezbollah militáns szárnyának tagja; valamint elmondta, hogy a merénylet elkövetésével gyanúsított terroristák 2012 június 28-án léptek be Bulgáriába, és július 18-ig tartózkodtak ott. Izrael már korábban a Hezbollah-ot okolta a támadásért. Az izraeli miniszterelnök, Benjamin Netanyahu a jelentésről azt állította, hogy az "annak további megerősítésére szolgált, amit már tudtunk, vagyis hogy a Hezbollah és iráni mecénásai országokat és kontinenseket átfogó világméretű terrorkampányt irányítanak." Netanyahu szerint a bulgáriai támadás a Hezbollah és Irán által tervezett és végrehajtott sok terrorista akció közül egy volt, beleértve a Thaiföldön, Kenyában, Törökországban, Indiában, Azerbajdzsánban, Cipruson és Grúziában elkövetett támadásokat is.
John Brennan, a Központi Hírszerző Ügynökség (CIA) igazgatója elmondta, hogy "a bolgár hatóságok nyomozása rávilágított arra, miért az a Hezbollah ami: egy terrorista szervezet, amely gátlástalanul támad ártatlan férfiakra, nőkre és gyermekekre, és amely valódi és egyre növekvő veszélyt jelent nemcsak Európánra, de a világ többi részére is." A bolgár vizsgálat eredménye akkor készült el, amikor Izrael azt kérte az Európai Uniótól, hogy csatlakozzon az Amerikai Egyesült Államokhoz, amely a Hezbollahot terrorista szervezetnek nyilvánította.

### A „Shebaa gazdaságok” 2015-ös eseményei
Egy a Hezbollah tagjai és iráni tiszteket szállító katonai gépkocsi-konvoj ellen, 2015. január 18-án, Szíria déli részén, Quneitra-ban történt támadásra válaszként a Hezbollah január 28-án rajtaütést hajtott végre egy izraeli katonai konvoj ellen, az Izrael által elfoglalt Shebaa gazdaságok körzetében, páncéltörő rakétákkal. Két járőröző izraeli katonai járművet támadtak meg a határon, a támadásban két izraeli katona meghalt, hét fő megsebesült, amit az izraeli haderő hivatalosan is megerősített.

### Rafic Hariri volt libanoni miniszterelnök meggyilkolása
2005. február 14-én Rafic Hariri volt libanoni miniszterelnök, valamint 21 másik személy vesztette életét, amikor a gépkocsit, amiben Hariri utazott, felrobbantották Bejrútban. Hariri 1992–1998 és 2000–2004 között volt az ország miniszterelnöke. 2009-ben az ENSZ Rafic Hariri merényletét vizsgáló különleges bírósága állítólag bizonyítékokat talált a Hezbollah és a merénylet végrehajtása között.
2010 augusztusában, válaszul azon értesítésre, miszerint az ENSZ bírósága egyes Hezbollah tagokkal szemben vádat emel, Hassan Nasrallah elmondta, hogy Izrael már 1993-ban kereste Hariri meggyilkolásának módját, hogy olyan politikai káoszt hozzon létre, amely Szíriát arra kényszeríti, hogy távozzon Libanonból, és a gyilkosság nyomán az Szíria-ellenes hangulat tartós marad [Libanonban]. Azt állította továbbá, hogy 1996-ban a Hezbollah letartóztatott egy Ahmed Nasrallah néven Izraelben dolgozó ügynököt – akinek nincs kapcsolata Hassan Nasrallahhal –, aki állítólag felvette a kapcsolatot Hariri biztonsági embereivel, és elmondta nekik, hogy szilárd bizonyítékkal rendelkezik arról, hogy Hezbollah meg akarja ölni. Hariri ezután felvette a kapcsolatot a Hezbollahhal, és tájékoztatta őket a kialakult helyzetről. Saad Hariri azt válaszolta, hogy az ENSZ-nek ki kell vizsgálnia ezeket az állításokat.
2011. június 30-án, Hariri halálának kivizsgálására létrehozott különleges libanoni bíróság elfogatóparancsot adott ki a Hezbollah négy vezető tagja, köztük Mustafa Badr Al Din ellen. Július 3-án Hassan Nasrallah elutasította a vádiratot, és felfüggesztette a bíróságot a párt elleni tevékenységéért, és kijelentette, hogy a megnevezett személyeket semmilyen körülmények között nem tartóztatják le.

### A Hezbollah részvétele a szíriai polgárháborúban
A Hezbollah már régóta az Asszad család vezetésével Szíriát kormányzó Ba'ath párt szövetségese. A Hezbollah segített a szíriai kormánynak a polgárháború során az ellenzék elleni küzdelemben, amelyet Hezbollah egy „cionista terv”-ként ír le, amelyenk célja elpusztítani az Izrael ellenes Asszad-szövetséget. Abdo Geneive[22] úgy vélte, hogy a Hezbollah Asszad a szíriai háborúban nyújtott támogatása során átalakította magát a szervezetét is ún. „ellenálló csoport”-ból, amely "a szunniták támogatta Izrael 2006-os csatában való legyőzését" mondhatta magáénak, egy "ütőképes síita félkatonai erővé".
2012 augusztusában az Amerikai Egyesült Államok szankciókat léptette életbe a Hezbollah ellen állítólagos háborúbeli szerepéért. Nasrallah, a főtitkár tagadta, hogy a Hezbollah a szír kormány mellett harcolt, és egy 2012. október 12-i beszédében kijelentette, hogy "a szír ellenzék már a kezdetektől azt kommunikálta a médiának, hogy Hezbollah 3000 harcost küldött Szíriába, amit ezúton is tagadunk". A libanoni Daily Star újság szerint Nasrallah ugyanabban a beszédében azt is mondta, hogy a Hezbollah harcosok segítettek a szíriai kormánynak "megtartani mintegy 23 stratégiailag elhelyezett [szíriai] falut, amelyben libanoni állampolgárságú síiták laktak. Nasrallah elmondta, hogy a Hezbollah harcosok életüket áldozták Szíriában "dzsihádista kötelességeik" teljesítése közben.
2012-ben a Hezbollah fegyveresei átlépték Libanon határát, és nyolc falut foglaltak el Szíria Al-Qusayr körzetében. 2013. szeptember 16–17-én a szíriai ellenzéki csoportok azt állították, hogy a szíriai hadsereg által támogatott Hezbollah három szomszédos szunnita falut támadott meg, amelyeket a Szabad Szíriai Hadsereg (FSA[23]) irányított. Az FSA szóvivője elmondta: "A Hezbollah inváziója az első ilyen jellegű a szervezés, a tervezés és a szíriai rezsim légierejével való együttműködés szempontjából". A Hezbollah szerint három libanoni síita vesztette életét az FSA-val való összecsapásokban. Libanoni biztonsági források szerint ez a három fő Hezbollah tag volt. Válaszul az FSA állítólag február 21-én megtámadta a Hezbollah két állását; egyet Szíriában és egyet Libanonban. Öt nappal később azt állították, hogy egy Hezbollah erőket és szír tiszteket Libanonba szállító konvojt megtámadván az összes élőerőt megsemmisítették.
Az izraeli légierő 2013 januárjában elpusztított egy a Hezbollah-nak SA-17 típusú légvédelmi-rakétákat szállító konvojt. Egy a közelben lévő vegyi fegyvereket kutató központ szintén károkat szebvedett. Hasonló támadást hajtottak végre egy, a Hezbollah-nak szánt fegyverszállítmány ellen ugyanazon év májusában.
A „Március 14-i szövetség” vezetői és más neves libanoni közszereplő felszólította a Hezbollah-ot, hogy vessen véget a szíriai polgárháborúban való részvételének, és kijelentette, hogy az Libanon biztonságára nézve is veszélyes. Subhi al-Tufayli, a Hezbollah volt vezetője azt mondta: "A Hezbollahnak nem szabad védenie egy olyan rendszert, amely a saját embereit öli, és amely soha nem adott le egy lövést sem a palesztinok védelmében". Azt is mondta: "A pokolba kerülnek majd azok a Hezbollah harcosok, akik gyermekeket gyilkolnak, embereket terrorizálnak és házakat pusztítanak el Szíriában". A Konzultatív Gyűlés, a síita és a szunnita vezetők csoportja Baalbek-Hermel[24]-ben, szintén felszólította a Hezbollah-ot, hogy ne avatkozzon be a szíriai polgárháborúba. Azt mondták: "Egy front megnyitása a szír nép ellen és Libanon háborúba sodrása a szír néppel nagyon veszélyes és negatív hatással lesz a két nép közötti kapcsolatokra." Walid Jumblatt, a Progresszív Szocialista Párt vezetője szintén felszólította a Hezbollah-ot, hogy vessen véget a harcokban való részvételének, és azt állította, hogy "a Hezbollah Irán parancsára harcol Szírián belül". Mohamed Morsi egyiptomi elnök elítélte a Hezbollah-ot, mondván: "Mi ellenezzük a Hezbollah agresszióját a szíriai nép ellen. A Hezbollahnak nincs tere vagy helye Szíriában". A szír lakosság körében a Hezbollah támogatása lényegesen meggyengült, mióta a Hezbollah és Irán bekapcsolódtak az Asszad-rezsim támogatásába a polgárháború során.
2013. május 12-én a Hezbollah a szír hadsereggel együtt megpróbálta visszafoglalni Qusayr egy részét. Ennek eredményeképpen: Libanonban "nőtt a Hezbollah-harcosok halottainak száma" és "a szíriai lázadók a Hezbollah által ellenőrzött területeket lőtték".
2013. május 25-én Nasrallah bejelentette, hogy a Hezbollah a szír polgárháborúban harcol az iszlám szélsőségesek ellen, és ígéretet tett arra, hogy „csoportja nem engedi, hogy a szíriai lázadók Libanonnal határos területeket ellenőrizzenek”. Megerősítette, hogy a Hezbollah Al-Qusayr stratégiai jelentőségű városban Asszad erőinek oldalán harcol. Televíziós beszédében azt mondta: "Ha Szíria az amerikaiak, Izrael és a takfirik[25] kezébe kerül, akkor régiónk emberei sötét jövő elé néznek."

### Részvétel az Irán vezette iraki intervencióban
2014 júliusától kezdve a Hezbollah nem nyilvános számú műszaki tanácsadót és hírszerző-elemzőt küldött Bagdadba Irán iraki beavatkozásának támogatására. (2014-től jelenleg) Röviddel ezután Ibrahim al-Hajj Hezbollah parancsnokot Moszul közelében egy akcióban megölték.

### A latin-amerikai műveletek
A Hezbollah Dél-Amerikában a 20. század végén kezdett műveletekbe, amelyek középpontjában az arab diaszpóra állt, amely az 1948-as arab-izraeli háború és az 1985-ös libanoni polgárháború után költözött ottani országokba (pl. Argentína). 2002-ben a Hezbollah nyíltan működött Ciudad del Este[26]-ben. 2008 elejétől az Amerikai Egyesült Államok Kábítószer-elleni Ügynöksége[27] (DEA) a Cassandra-tervvel kezdte a Hezbollah tevékenysége elleni küzdelmet a latin-amerikai kábítószer-kereskedelem területén. A DEA által lefolytatott vizsgálat megállapította, hogy a Hezbollah évente mintegy egymilliárd dollárt keresett és többezer tonna kokaint szállított az Egyesült Államokba. A kokainkereskedelem másik célpontja, amely a Hezbollahhoz köthető, az Öböl-menti Együttműködési Tanács[28] (GCC) nemzetei. 2013-ban Hezbollah-ot azzal vádolták meg, hogy Dél-Amerikába beszivárogva kapcsolatban áll a latin-amerikai kábítószer-kartellekkel. Az egyik műveleti terület a Hármas Határ (lsd. Ciudad de Este) régióban található, ahol állítólag a Hezbollah részt vesz a kokain kereskedelemben, a paraguayi libanoni nagykövetség tisztviselői pedig az amerikai vádak és kiadatási kísérletek ellen dolgoztak. 2016-ban azt állították, hogy a kábítószer-értékesítéséből származó pénzt fegyvervásárlására használták Szíriában. Az Infobae dél-amerikai hírügynökség 2018-ban arról számolt be, hogy a Hezbollah Kolumbiában, Külső Biztonsági Szervezet (Organización de seguridad externa – OSE) néven működik. Ugyanebben az évben az argentin rendőrség letartóztatott olyan személyeket, akik állítólag köthetők a Hezbollah az országban elkövetett bűncselekményeihez. Azt is állítják, hogy Venezuela támogatja a Hezbollah-ot a régióban folytatott műveleteiben. A részvétel egyik speciális formája a pénzmosás.

### Egyéb
2010-ben az Ahbash[29] és a Hezbollah tagjai egy utcai összeütközésbe bonyolódtak, amelyet a hatóságok először úgy véltek, mint holmi parkolási problémák erőszakos rendezése. A két csoport később összeült és megbeszélte, hogy közös kompenzációs alapot hozzon létre a konfliktus áldozatainak.

## Támadások a Hezbollah vezetői ellen
A Hezbollah is elszenvedett robbantásos támadásokat és emberrablásokat. Ezek közül néhány eset:
• 1985-ben Bejrútban gépkocsiba rejtett robbanóeszközzel végrehajtott támadás során Mozsammad Husszein Fadlallah-ot, a Hezbollah akkori vezetőjét szándékoztak kiiktatni, ám a gyilkossági kísérlet kudarcot vallott.
• 1989. július 28-án az izraeli különleges erők elrabolták Sheikh Abdul Karim Obeid-et, a Hezbollah akkori vezetőjét. Ez az akció vezetett az ENSZ Biztonsági Tanácsának 638. számú határozatának elfogadásához, amely elítélte a túszszedést mindkét fél részéről.
• 1992-ben izraeli harci helikopterek támadtak meg egy gépkocsi-konvojt Libanon déli részén, halálát okozva a Hezbollah akkori vezetőjének, Abbas al-Musawi-nak, feleségének, fiának és négy másik személynek.
• 2008. február 12-én Imad Fayez Mughnieh-t, a Hezbollah második emberét, egy gépkocsiba rejtett robbanószerkezet ölte meg Damaszkuszban.
• 2013. december 3-án, Hassan al-Laqis, magas rangú katonai parancsnokot otthonán kívül lelőtték Bejrúttól 3 km-re délnyugatra.
• 2015. január 18-án a Hezbollah tagjainak egy csoportját célozták meg Quneitra-ban, amit az Al-Nuszra Front vállalt magára. Ebben a támadásban, amellyel Izraelt is vádolták, megöltéké Jihad Moghnieh-t, Imad Mughnieh fiát, és a Hezbollah öt másik tagját, valamint az iráni IRGC/Quds Force tábornokát, Mohammad Ali Allahdadi-t.
• 2016. május 10-én egy robbantás Damaszkusz nemzetközi repülőterének közelében megölte Mustafa Badreddine-t, a Hezbollah egyik leghíresebb katonai parancsnokát. A libanoni médiaforrások szerint a támadás izraeli légitámadás volt. A Hezbollah a támadást a szír ellenzéki erőknek tulajdonította.

## A Hezbollah célkiválasztási politikája
A 2001. szeptember 11-i Amerikai Egyesült Államokban történt terrorista támadások után a Hezbollah elítélte az al-Kaida civil embereket célbavevő terrorista támadásait Világkereskedelmi Központ ellen, de nem tette ezt a Pentagon elleni támadás esetében. A Hezbollah emellett elítélte a terrorista csoport által Algériában elkövetett mészárlást, az Al-Gama'a al-Islamiyya támadásait egyiptomi turisták ellen, és Nick Berg meggyilkolását, valamint az Iszlám Állam terrorista-támadásait Párizsban.
Noha a Hezbollah elítélte a civil lakosság elleni egyes támadásokat, mégis azzal vádolják, hogy ők felelősek az argentin zsinagóga 1994-es robbantásáért. Alberto Nisman argentin ügyész, Marcelo Martinez Burgos és a 45 embert foglalkoztató szervezetük szerint, a Hezbollah és az iráni kapcsolataik felelősek az argentin zsidó kulturális központ 1994-es felrobbantásáért, amelyben 85 személy meghalt és több mint 200-an megsebesültek. 2002 júniusában, röviddel azután, hogy az izraeli kormány megindította a A Defensive Shield műveletet, Nasrallah beszédet mondott, amelyben megvédte és dicsérte a palesztin csoportok tagjai által izraeli célok ellen elkövetett öngyilkos merényleteket, az "elrettentés kialakítása és a félelem kiegyenlítése” érdekében. Nasrallah kijelentette, hogy "a megszállt Palesztinában nincs különbség a katona és a polgár között, mivel mindnyájan annak a földnek a megszállói, betolakodók és a bántalmazók".
2012 augusztusában az Egyesült Államok Külügyminisztériumának terrorizmus-elleni koordinátora, Daniel Benjamin figyelmeztetett, hogy a Hezbollah figyelmeztetés nélkül bármikor megtámadhatja Európát. Benjamin azt mondta: "A Hezbollah fenntartja jelenlétét Európában és legutóbbi tevékenysége azt mutatja, hogy nem korlátozzák olyan aggodalmak, amelyek az ott folytatott műveletek végrehajtásával járó járulékos károkkal vagy politikai következményekkel járnak. Megállapítottuk, hogy a Hezbollah bármikor képes támadást végrehajtani Európában vagy máshol a világon. rövid határidővel, vagy figyelmeztetés nélkül, és hogy a Hezbollah növelte terrorista tevékenységének intenzitását világszerte".

## A Hezbollah külkapcsolatai
A Hezbollah szoros kapcsolatban áll Iránnal. Kapcsolatban áll a szíriai vezetéssel is, különösképpen Hafez al-Asszad elnökkel, aki a 2000-ben bekövetkezett haláláig támogatta a szervezetet. Szoros az együttműködés Bashir Asszaddal is, akinek szövetségese, és a Hezbollah vezetője ígéretet tett arra, hogy támogatja a szír vezetőt. Noha a Hezbollah és a Hamász nem kapcsolódnak szervezetileg egymáshoz, a Hezbollah katonai kiképzést, valamint pénzügyi és erkölcsi támogatást nyújt a szunnita palesztin csoport számára. Ezenkívül a Hezbollah erőteljes támogatója volt az Al-Aksza intifádának[30].
Az amerikai és izraeli terrorelhárító szakértők azt állítják, hogy a Hezbollah kapcsolatban áll az Al-Kaidával, bár a Hezbollah vezetői tagadják ezt. Néhány Al-Kaida vezető, például Abu Muszab al-Zarkavi és a vahabita imámok, a Hezbollahot „hitehagyott”-ként ítélik meg. Az Amerikai Egyesült Államok hírszerzése azonban úgy véli, hogy bár bizonyos kapcsolat volt a Hezbollah és al-Kaida az alacsonyabb rangú tagjai között, akik Afganisztánból Libanonba menekültek, a két szervezet magasszintű együttműködése nem kimutatható. Michel Samaha, volt libanoni információs miniszter viszont azt állította, hogy Hezbollah a kormány fontos szövetségese volt a különböző terrorista csoportok elleni harcban és "meglepőnek" nyilvánította a "Hezbollah és az al-Kaida között kialakult kapcsolat amerikai feltételezését".

## A közvéleményben
Michel Samaha, libanoni információs miniszter szerint Hezbollah legitim ellenállási szervezetnek tekintendő, amely megvédte földjét az izraeli megszálló erő ellen, és következetesen kiállt a hazájáért.
A "Bejrúti Kutatási és Információs Központ" által a 2006. július 26-án, a libanoni háború alatt kiadott felmérés szerint a libanoniak 87% -a támogatta Hezbollah "Észak-Izrael elleni megtorló támadásait", ami 29 százalékpontos növekedést mutatott a hasonló februárban végzett felméréshez képest. Megdöbbentő azonban a nem síita közösségek támogatása a Hezbollah-ot illetően. A megkérdezett keresztények 80% -a támogatta a Hezbollah-ot, a drúzok 80% -a és a szuniták 89% -a is.
Egy, a libanoni felnőtteket célzó 2004-es felmérésében a válaszadók 6%-a támogatná feltétel nélkül a „Hezbollah leszerelését”, 41% -uk nem ért ezzel egyet. A Gázai övezet és Ciszjordánia lakosai között végzett felmérés azt mutatta ki, hogy 79,6% -uk "nagyon jó véleménnyel rendelkezik" a Hezbollah-ról, míg a fennmaradó rész nagy része "jó véleménnyel rendelkezik". A jordán felnőttek 2005. decembere és 2006. júniusa között végzett felmérések azt mutatták, hogy 63,9%, illetve 63,3% úgy ítélte meg, hogy a Hezbollah legitim ellenállási szervezet. A 2005. decemberi közvélemény-kutatás során a jordán felnőtteknek csupán 6% -a tekintette Hezbollah-ot terrorista szervezetnek.
A 2006 júliusában az Amerika Egyesült Államokban lefolyt USA Today/Gallup közvélemény-kutatás szerint a megkérdezett 1005 fő amerikai állampolgár 83% -a legalább részben hibáztatta a Hezbollah-ot a 2006-os libanoni háború kitörése miatt, szemben a 66% -ukkal, akik valamilyen mértékben Izraelt hibáztatták. Ezenkívül 76% elutasította a Hezbollah Izraelben végrehajtott katonai akciót, szemben a 38% -ukkal, akik Izrael Libanonban folytatott katonai akcióját utasították el. Az ABC News és a Washington Post 2006 augusztusában végzett felmérése szerint a megkérdezett 1002 amerikai 68%-a legalább részben hibáztatta a Hezbollah-ot a libanoni polgári veszteségek miatt a 2006-os libanoni háború alatt, szemben 31% -ukkal, akik Izraelt hibáztatták valamilyen mértékben. A CNN újabb, 2006. augusztusi felmérése kimutatta, hogy a megkérdezett 1047 fő amerikai 69% -a úgy gondolja, hogy a Hezbollah „nem barátságos” az Amerikai Egyesült Államok irányában, vagy inkább ellenséges.
2010-ben a libanoni muszlimok között folytatott felmérés kimutatta, hogy a libanoni síiták 94% -a támogatta a Hezbollah-ot, míg a szunnita muszlimok 84% -a kedvezőtlen véleményt adott a csoporttól.
Néhány közvélemény a Hezbollah ellen fordult Asszad szír elnök, a szíriai ellenzéki mozgalom elleni támadásainak támogatása miatt. Egy Kairói tömegmegmozduláson a tömeg Irán és a Hezbollah ellen szólalt fel. A Hamász elnöke, Ismail Haniya 2012 februári nyilvános beszédében is a Hamaszt hibáztatta, amikor a Hamasz a szíriai ellenzék támogatására váltott.

### Mi a Hezbollah? Terrorista szervezet, vagy ellenállási mozgalom?
Máig vitatott kérdés, hogy a Hezbollah legitim politikai párt, terrorista csoport, ellenállási mozgalom vagy ezek valamilyen kombinációja-e?
Nagy különbség van az amerikai és az arab megitélés között a Hezbollah-ot illetően. Több nyugati ország hivatalosan is terrorista szervezetként sorolta be a Hezbollah-ot vagy annak külső biztonsági szervezetét, és erőszakos cselekedeteik egy részét terrorista támadásnak nevezik. Az arab és a muzulmán világ nagy részében azonban Hezbollah-ra, mint ellenállási mozgalomra hivatkoznak, amely nemzetvédelmet folytat. Még Libanonon belül is a Hezbollah státusa vitatott, néha milícia vagy nemzeti ellenállási mozgalom. Libanonban – bár nem mindenki által kedvelt szervezet – a Hezbollah széles körben legitim nemzeti ellenállási szervezetnek tekinthető, amely elsősorban Libanont védi, és amelyet a libanoni információs miniszter valójában „fontos szövetséges”-ként fest le a terrorista csoportok elleni küzdelemben. Az arab világban a Hezbollah-ot általában úgy tekintik, mint destabilizáló erőt, amely Irán kiszolgálójaként funkcionál olyan államokban, mint pl. Egyiptom és Szaúd-Arábia, vagy népszerû társadalmi-politikai gerillamozgalomként, amelynek erős a vezetése, értelmes a politikai fellépése és elkötelezett a társadalmi igazságosság iránt.
Az Egyesült Nemzetek Biztonsági Tanácsa soha nem sorolta a Hezbollah-ot a terrorista szervezetek közé a szankciók listáján, bár néhány tagja ezt egyénileg megtette. Az Egyesült Királyság csak a Hezbollah katonai szárnyát nyilvánította terrorista szervezetnek 2019 májusáig, amikor is az egész szervezetet betiltották, míg az Amerikai Egyesült Államok az egész szervezetet terroristának nyilvánította. Oroszország a Hezbollah-ot legitim társadalmi-politikai szervezetnek tekinti, a Kínai Népköztársaság semleges maradt és kapcsolatokat tart fenn a Hezbollah-val.
2013 májusában Franciaország és Németország is kijelentette, hogy csatlakozni fog más európai országokhoz, és felszólít a Hezbollah, mint terrorista csoport terrorista szervezetek közé való felvételére.
Az alábbi államok és szervezetek tekintik a Hezbollah-ot terrorista szervezetnek:
| Ország                     | Megjegyzés                                             |
| -------------------------- | ------------------------------------------------------ |
| Arab Liga                  | a teljes szervezetet                                   |
| Ausztrália                 | csak a Hezbollah Külső Biztonsági Szervezetét          |
| Bahrein                    | a teljes szervezetet                                   |
| Kanada                     | a teljes szervezetet                                   |
| Europai Unió               | a katonai szárnyat                                     |
| Franciaország              | a katonai szárnyat                                     |
| Öböl Együttműködési Tanács | a teljes szervezetet                                   |
| Izrael                     | a teljes szervezetet                                   |
| Japán                      | a teljes szervezetet                                   |
| Hollandia                  | a teljes szervezetet                                   |
| Új-Zéland                  | a katonai szárnyat (Al-Muqawama al-Islamiyya) 2010 óta |
| Egyesült Arab Emirátusok   | a teljes szervezetet                                   |
| Egyesült Királyság         | a teljes szervezetet                                   |
| Amerikai Egyesült Államok  | a teljes szervezetet                                   |

Az alábbi országok nem tekintik a Hezbollah-ot terrorista szervezetnek:
| Ország      | Megjegyzés                                                       |
| ----------- | ---------------------------------------------------------------- |
| Kína        | Kína semleges és kapcsolatokat tart fenn a Hezbollah-al          |
| Kuba        | a Hezbollah-nak van egy bázisa Kubában                           |
| Irán        |                                                                  |
| Irak        |                                                                  |
| Észak-Korea | állítólag támogatja a Hezbollah-ot                               |
| Oroszország | a Hezbollah-ot legitim társadalmi-politikai szervezetnek tekinti |
| Szíria      |                                                                  |
| Venezuela   |                                                                  |

## A Hezbollah megítélése a nyugati világban
Az Amerikai Egyesült Államok Külügyminisztériuma 1995 óta a Hezbollahot, mint terrorista szervezetet tartja nyilván. A szervezet továbbra is „Külföldi Terrorista Szervezet” és a terroristának mondott szervezetek listáján marad. A Kongresszusi Kutató Szolgálat szerint "Az Egyesült Államok kormánya a Hezbollahot tartja felelősnek számos Libanonban, az 1980-as években amerikai állampolgárok és létesítmények ellen irányuló terrorista támadásért és túszszedésért, beleértve az Amerikai Egyesült Államok Bejrúti Nagykövetsége ellen 1983 áprilisában végrehajtott robbantást és az amerikai tengerészgyalogos-laktanya gépjárműbe rejtett robbanóeszközzel való támadását 1983 októberében, amelyben összesen 258 fő amerikai katonát öltek meg. A Hezbollah Libanonon kívüli műveletei, beleértve izraeli és más zsidó célpontok támadásában való részvételt, pl. Argentínában az 1990-es években, valamint az iraki síita lázadókkal kapcsolatos kiképzési és más közös tevékenységek megerősítették a szervezet „hírnevét” az amerikai politikai döntéshozók körében, mint akár globális támadásra képes ellenfélnek, akinek széleskörű lehetőségei vannak terrorcselekmények végrehajtására.
Az Egyesült Királyság volt az első állam, amely megpróbálta megkülönböztetni a Hezbollah politikai és katonai szárnyát, és utóbbit nyilvánította 2008 júliusában terrorista csoportnak, miután a Hezbollah megerősítette kapcsolatát Imad Mughniyeh-rel. 2012-ben a brit William Hague, akkori külügyminiszter sürgette az Európai Uniót, hogy tegye a Hezbollah katonai szárnyát a terrorista szervezetek listájához. Az Amerikai Egyesült Államok arra is kérte az EU-t, hogy a Hezbollahot terrorista szervezetnek minősítse. A Hezbollahról – a 2012-ben Burgaszban (Bulgária) elkövetett autóbuszrobbantás során felderített eredmények után –megújult a vita az Európai Unióban, hogy a katonai szárnyát minősítsék terrorista csoportnak. 2013. július 22-én az Európai Unió megállapodott abban, hogy listára teszi a Hezbollah katonai szárnyát a szíriai konfliktusban betöltött, egyre növekvő szerepével kapcsolatos aggodalmak miatt.
A Hezbollah és Izrael között 2006-ban kitört konfliktus közepén az orosz kormány elutasította a Hezbollah felvételét a terrorista szervezetek újonnan kiadott listájába, Jurij Szapunov, az Orosz Föderáció Szövetségi Biztonsági Szolgálatának (FSZB) terrorelhárítási vezetője közölte, hogy csak azokat a szervezeteket sorolják ide, amelyek „a legnagyobb veszélyt jelentik országunk biztonságára”. A lista közzététele előtt, Szergej Ivanov orosz védelmi miniszter felszólította a Hezbollahot, hogy hagyjon fel a terrorista módszerek alkalmazásával, ideértve a szomszédos államok támadását is.
A Kvartett negyedik tagja, az Egyesült Nemzetek Szervezete[31] nem ismeri el a listát, azonban az ismételten felszólított a Hezbollah lefegyverzésére, és azzal vádolta meg a szervezetet, hogy destabilizálja a térséget és kárt okozott a libanoni polgároknak. Az Amnesty International és a Human Rights Watch emberi jogi szervezetek pedig azzal vádolták Hezbollahot, hogy izraeli polgári személyek ellen követtek el háborús bűncselekményeket.
Az argentin ügyészek Hezbollahot és pénzügyi támogatóikat tartják felelősnek a zsidó kulturális központ 1994-es robbantásos merényletéért, amelyet az Associated Press "a leggonoszabb terrorista-támadásnak írt le az argentin földön", amelyben "85 személy meghalt és több mint 200 fő megsebesült. " Lionel Jospin francia miniszterelnök a dél-libanoni izraeli megszállás alatt elítélte a Hezbollah fegyveresek támadásait a dél-libanoni izraeli erők ellen, mondván, hogy ez terrorizmus és nem ellenállás. „Franciaország elítéli a Hezbollah támadásait és mindenféle terrortámadást, amelyet katonák, vagy Izrael polgári lakosai ellen intéztek.” Massimo D’Alema olasz külügyminiszter világosan megkülönböztette Hezbollah szárnyait: „A jól ismert terrorista tevékenységeik mellett politikai szervezetek is és társadalmilag elkötelezettek.” Németország nem tart fenn saját terrorista szervezetek listát, mivel úgy döntött, hogy elfogadja az EU közös listáját. A német vezetők azonban jelezték, hogy valószínűleg támogatják a Hezbollah, mint terrorista szervezet megjelölését. Hollandia a Hezbollahot terrorista szervezetnek tekinti, és ezt az általános, hivatalos hírszerző- és nemzetbiztonsági jelentéseiben, valamint a külügyminiszter hivatalos válaszaiban is így tárgyalja. 2013. július 22-én az Európai Unió a Hezbollah katonai szárnyát terrorista szervezetnek nyilvánította; és így kezeli a jövőben.
Az Amerikai Egyesült Államok, Franciaország, az Öböl-menti Együttműködési Tanács (GCC), Kanada, Hollandia, és Izrael is terrorista szervezetnek minősítette a Hezbollahot. 2015 elején az Amerikai Egyesült Államok nemzeti hírszerzési igazgatója (DNI[32]) törölte Hezbollahot az Amerikai Egyesült Államokkal szembeni „aktív terrorista-fenyegetések” listájáról, miközben a Hezbollah továbbra is terrorista államként jelölte meg az Egyesült Államokat. 2015 közepére több Hezbollah vezető szankcionálta az Amerikai Egyesült Államokat a folyamatban lévő szíriai polgárháborúban folytatott katonai tevékenységben való szerepükért. Az Európai Unió, Új-Zéland, az Egyesült Királyság és Ausztrália terroristának nyilvánította a Hezbollah katonai szárnyát, de a Hezbollah egészét nem tartja terrorista szervezetnek-

## A Hezbollah megítélése az arab és a muszlim világban
2006-ban Hezbollahot legitim ellenállási-mozgalomnak tekintették az arab és a muzulmán világ nagy részében. Ezenkívül a szunnita arab világ többsége a Hezbollahot az iráni befolyás egyik érvényesítőjének tekinti, ezért azt szeretné látni, hogy hatalma csökkenjen Libanonban. Egyiptom, Jordánia és Szaúd-Arábia elítélte a Hezbollah cselekedeteit, mondván, hogy "az arabok és a muzulmánok nem engedhetik meg maguknak, hogy egy felelőtlen és kalandos szervezet, mint például a Hezbollah a régiót háborúba sodorja", és "veszélyes kalandorságnak" nevezték a tevékenységét.
Egy állítólagos 2009-es Hezbollah összeesküvési miatt Egyiptomban Hoszni Mubarak elnök hivatalosan terrorista szervezetnek nyilvánította a Hezbollahot. A 2012. évi elnökválasztást követően az új kormány a Hezbollahot „valódi politikai és katonai erő” -nek ismerte el Libanonban. Ashraf Hamdy, Egyiptom libanoni nagykövete kijelentette (a Hezbollahról): "Ellenállási mozgalom a libanoni terület védelmére... Ez az elsődleges szerepe. Úgy gondoljuk, hogy ellenállási mozgalomként jó munkát végeztek a libanoni terület védelmében és az Izrael által elfoglalt terület visszaszerzése legális és törvényes volt.
A bahreini felkelés során Khalid ibn Ahmad Al Khalifah, a külügyminiszter a Hezbollah terrorista szervezetet vádolta meg a tüntetők támogatásával. Bahrein 2013. április 10-én terrorista listára tette a Hezbollahot, mint terrorista csoportot, az első arab államként.
A 2011-es szíriai felkelés során a Hezbollah támogatást nyújtott Bashar Asszad elnöknek, amivel a kormányellenes szíriaiak kritikáját váltotta ki. Mivel a Hezbollah az Arab Tavasz ideje alatt más mozgalmakat is támogatott, a kormányellenes szíriek kijelentették, hogy úgy érzik, hogy "elárulták őket" és a szervezet kettős mércével mér. Miután Hezbollah segített Asszad kormányának a Qusairnél elért győzelmében, a Hezbollah-ellenes írók rendszeresen jelentettek meg cikkeket az arab nyelvű médiában, és Hezbollah-ellenes graffitik jelentek meg Libanon déli részén.
Az Öböl-menti Együttműködési Tanács (GCC) 2016 márciusában a Hezbollahot terrorista szervezetnek ismeri el, mivel állítólag megpróbált áskálódni a GCC-állam ellen, majd az Arab Liga is követte ezt a lépést, Irak és Libanon fenntartásával. A csúcstalálkozón Gebran Bassil libanoni külügyminiszter kijelentette: "A Hezbollah széles körű támogatottsággal rendelkezik az arab világban és a libanoni közösség szerves része", míg Ibrahim al-Jaafari iraki külügyminiszter szerint a PMF és a Hezbollah "megóvta az arab méltóságot", és azok, akik őket vádolják terrorizmussal, maguk a terroristák. A szaúd-arábiai delegáció kilépett az ülésről. Izrael miniszterelnöke, Benjamin Netanyahu "fontosnak és csodálatosnak" nevezte ezt a lépést.
Egy nappal az Arab Liga találkozója előtt Nasrallah, a Hezbollah vezetője elmondta: "Szaúd-Arábia azért dühös a Hezbollahra, mert volt mersze kimondani, amit csak néhányan mernek nyíltan elmonddani az ország királyi családjáról"

## A Hezbollah megitélése Libanonban
Egy, a 2006. évi libanoni háború alatt elhangzott interjúban Emile Lahoud akkori elnök kijelentette: „A Hezbollah rendkívüli presztízst élvez Libanonban, mert felszabadította országunkat ... annak ellenére, hogy nagyon kis szervezet, ellenáll Izraelnek.” A 2006-os háborút követően más libanoni állampolgárok, ideértve a kormány tagjait is, nehezteltek az ország által elszenvedett súlyos károk miatt, és Hezbollah cselekedeteit indokolatlan "veszélyes kalandorságnak" tekintették, nem pedig legitim ellenállásnak. Azt vádolták a szervezetet, hogy Irán és Szíria nevében jár el. A „március 14-i szövetség” részét képező jövőbeli mozgalom tisztviselője figyelmeztetett, hogy a Hezbollah "rendelkezik egy terrorista szervezet minden jellemzőjével", és hogy a Hezbollah Libanont az iráni iszlám vallási kormányzati rendszer felé mozdítja el.
2008 augusztusában a libanoni kabinet egy politikai nyilatkozatot tett, amelyben elismerte "Libanon népének, a hadserőnek és az ellenállásnak a jogát az Izrael által elfoglalt Shebaa tanyák, Kafar Shuba dombok és Ghajar falu libanoni szakaszának felszabadítására és az ország védelmére minden törvényes és lehetséges eszközzel.”
Gebran Tueni, az „An-Nahar” késő konzervatív ortodox keresztény szerkesztője a Hezbollahra „iráni importként” hivatkozott, és azt állította, hogy „nekik semmi közük az arab civilizációhoz”. Tueni úgy vélte, hogy a Hezbollah fejlődése csak kozmetikai jellegű, és elrejti a hosszú távú stratégiáját, amelyenk célja Libanon iszlamizálása és az Izraellel folytatott vég nélküli országromboló háború.
Miközben a Hezbollah támogatta az egyiptomi, jemeni, bahreini és tunéziai népi felkeléseket, addig nyilvánosan támogatta Iránt és Szíriát, amelyek erőszakosan nyomták el a másként gondolkodókat az országaikban. 2010 augusztusában 800 ember tüntetett Bejrútban Bashar Asszad szíriai elnök ellen, majd kihívták a rendőrséget az azt követő kislétszámú Szíriát-támogató gyűlések védelmére. A tüntetők azt kiabálták: "Szíria szabadságot akar!", "Mindenki, aki öli a saját népét, gyilkos és gyáva!" és "Az emberek véget akarnak vetni a rezsimnek!"
2017-ben egy közvélemény-kutatás kimutatta: a libanoni keresztények 62%-a elhitte, hogy a Hezbollah "jobban teljesít a libanoni érdekek védelmében a térségben, mint bárki más” és jobban bíznak benne, mint más társadalmi intézményekben.

## Szakértői vélemények
Társadalmi tudományok kutatói mutatták ki, hogy a Hezbollah az iskolapéldája az iszlám terrorista szervezeteknek, ezek a szakértők és intézetek közül néhány:
- Walid Phares, libanoni terrorizmus-szakértő;
- Mark LeVine, történész;
- Avraham Sela, izraeli történész;
- Robert S. Wistrich, izraeli történész;
- Eyal Zisser, izraeli történész;
- Siamak Khatami, iráni tudós;
- Rohan Gunaratna, szingapúri tudós;
- Neeru Gaba, ausztráliai tudós;
- Tore Bjørgo, norvég tudós;
- Magnus Norell, az European Foundation for Democracy alapítvány szakértője;
- Anthony Cordesman, a Center for Strategic and International Studies intézet szakértője;
- Daniel Byman, a Brookings Institution intézet szakértője;
- a Center for American Progress központ;
- az United States Institute of Peace intézet.

[1]
[2] Dél-Libanoni Haderő – South Lebanese Army
[3] nom de guerre
[4] közösség
[5] Western Hemisphere Affairs
[6] „örömházasság”, azaz olyan frigyre lépés, amely mindkét fél megelégedésérer jön létre (ellentétben a tradicionális, iszlám szülői megegyezéssel összehozott nászaival)
[7] UN Office for the Coordination of Humanitarian Affairs
[8] a „New Humanitarian”, (korábban IRIN – Integrated Regional Information Networks) az ENSZ emberjogi ügyivel foglalkozó hírügynökség
[9] Future Movement
[10] a világítótorony
[11] a fény
[12] a Nap
[13] Special Forces
[14] Israeli Defense Forces – IDF
[15] Szövetségi Biztonsági Szolgálat – a KGB utódja
[16] a kisméretű lehallgató készülékek szakmai szlengbeli elnevezése
[17] surface-to-air missile
[18] Az iszlám ellenállás
[19] UN Security Council
[20] Syrian Liberation Army
[21] angolul „Grapes of Wrath”, ez Steinbeck egyik nagysikeres könyve, magyarul „Érik a gyümölcs” címmel jelent meg
[22] újságíró, tanár és számos a Közel-keletről szóló könyv szerzője, arab szakértő
[23] Free Syrian Army
[24] Baalbek-Hermel kormányzóság Libanon észak-keleti részén található, az ország kb. egynegyedét ölei fel
[25] takfiri – hitét vesztett muszlim
[26] Ciudad del Este – „Keleti város” (sp.) Paraguay-ban helyezkedik el, szinte közvetlenül a hármas határon (Brazília, Argentína, Paraguay)
[27] Drug Enforcement Agency
[28] Gulf Cooperation Council
[29] Al-Ahbash (arabul: الأحباش, „Az Etiópiaiak", másnéven az „Association of Islamic Charitable Projects” (AICP), (arabul: جمعية المشاريع الخيرية الإسلامية ), szufi vallási szervezet, amely Abdullah al-Harari etióp vallási vezető tanait követi, jelen van Libanonban is
[30] A második intifáda, más néven „Al-Aqsa Intifada” (arabul: انتفاضة الأقصى Intifāḍat al-ʾAqṣā; héber: אינתיפאדת אל-אקצה Intifādat El-Aqtzah) az egyik legintenzívebb izraeli – palesztin erőszak periódusa volt. 2000 szeptemberében kezdődött, miután Ariel Sharon meglátogatta a Templom-hegyet, amelyet a palesztinok nagyon provokatívnak tekintettek. A palesztinok számos öngyilkos merénylettel és kézi fegyverekből leadott lövésekkel támadtak, míg az izraeliek tankokkal és légi támadásokkal válaszoltak. A halálos áldozatok száma, beleértve a katonai és a polgári személyeket is, becslések szerint mintegy 3000 fő palesztin és 1000 fő izraeli, valamint 64 külföldi volt.
[31] UNO – United Nations Organisation
[32] Director of the National Intelligence